# Weihnachten weltweit

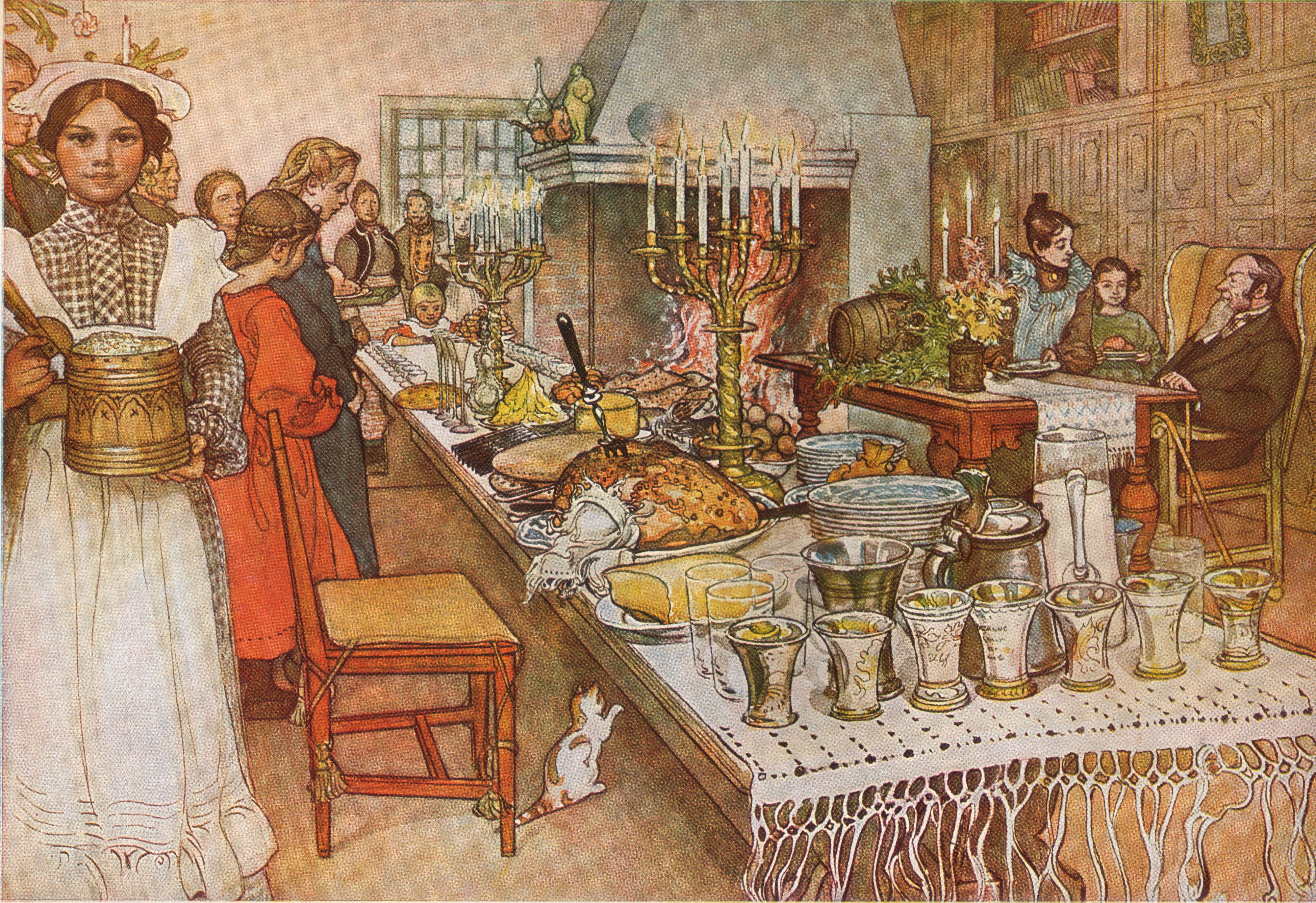
Am Weihnachtsabend (Carl Larsson 1904)

Weihnachten weltweit beschreibt Weihnachtsfeierlichkeiten und -bräuche in verschiedenen Ländern der Welt.

## Mitteleuropa

### Deutschland, Österreich, Schweiz und Liechtenstein
Weihnachten ist ein traditionelles Fest, das durch die Adventszeit vorbereitet wird. Zum gewohnten Ablauf der Festzeit gehören der Besuch auf dem Weihnachtsmarkt, die Weihnachtsdekoration (in Form von Tannengrün, Fensterbildern, Weihnachtsstern, Kerzen und Lichtern etc.), das Plätzchenbacken in der Vorweihnachtszeit, die Weihnachtskrippe, der Weihnachtsbaum, die Bescherung und der Besuch von Gottesdiensten und Kirchenkonzerten (vor allem der Aufführung eines Weihnachtsoratoriums). Die weihnachtlichen Traditionen variieren regional, zwischen den christlichen Konfessionen und auch von Familie zu Familie.

### Polen
Die Weihnachtszeit beginnt in Polen mit dem ersten Advent. Die Adventszeit ist eine Zeit des Fastens, die erst mit Heiligabend (Wigilia) endet.
In Polen wird Weihnachten normalerweise im Kreis der Großfamilie begangen. Das Weihnachtsessen (Wigilia) beginnt erst, wenn der erste Stern am Himmel aufgetaucht ist (Gwiazdka). Es wird immer ein Gedeck mehr als benötigt aufgelegt. Es ist für unerwarteten Besuch gedacht und ein Zeichen der Gastfreundschaft. Bei jedem Gedeck liegt eine Oblate (Oplatek), die mit einem Bild bedruckt ist (meist Heiligenbilder). Bevor alle anfangen zu essen, geht jeder mit seiner Oblate reihum zu jedem anderen Familienmitglied, gibt ein Stück seiner Oblate ab und bricht sich ein Stück von der des Gegenüber. Dabei wünscht man sich gegenseitig viel Glück für das nächste Jahr.
Das Weihnachtsessen besteht traditionell – in Erinnerung an die zwölf Apostel – aus zwölf Gerichten und ist vegetarisch, abgesehen vom Fisch (meist Karpfen). Zu den Gerichten gehören außerdem Rote-Bete-Suppe oder Pilzsuppe, Maultaschen und der „Sernik“ (Käsekuchen). Erst nach dem Essen werden die Geschenke ausgepackt. Danach geht die ganze Familie zur Mitternachtsmesse (Pasterka) in die Kirche.

### Tschechien

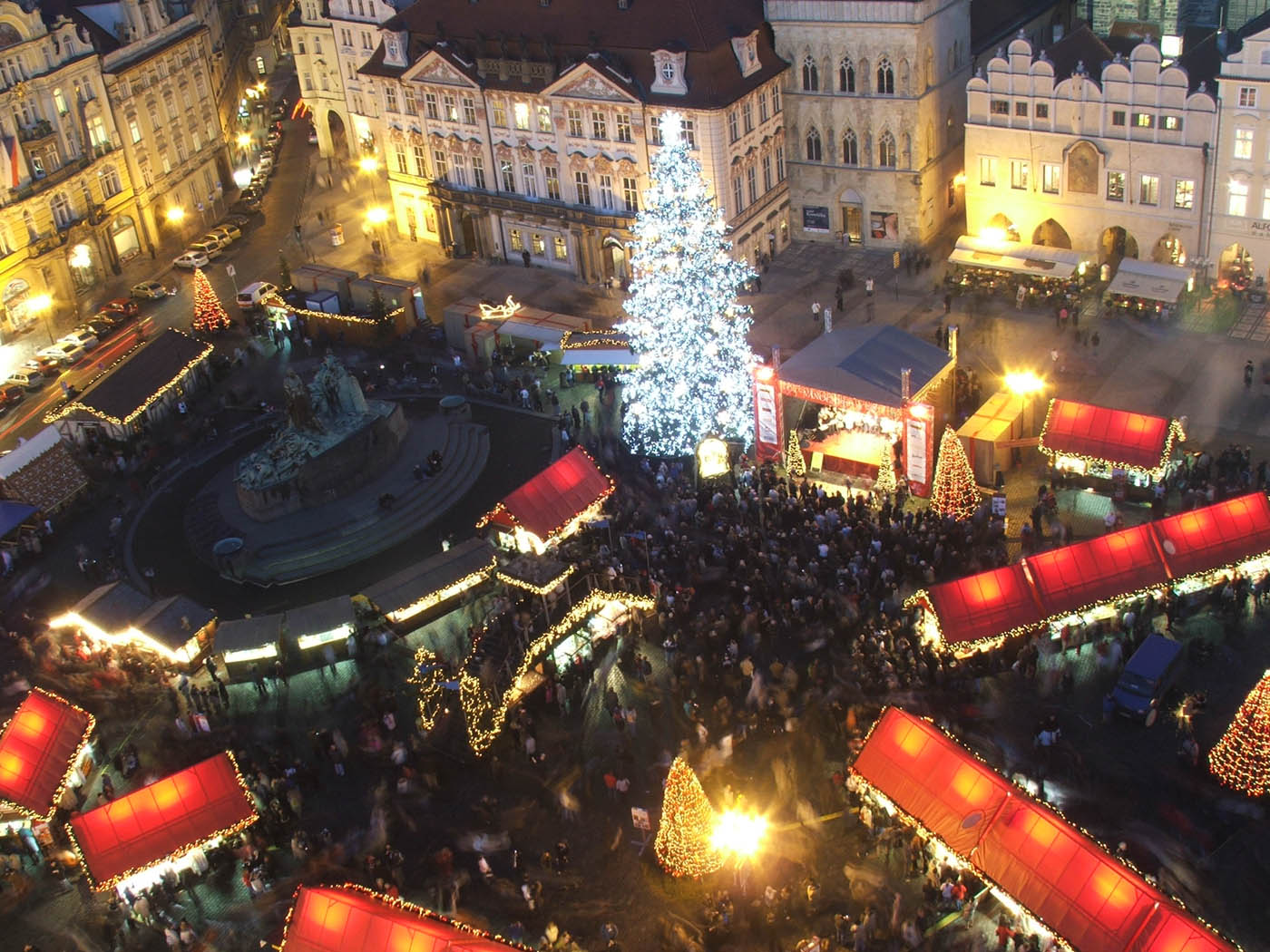
Weihnachtsmarkt in Prag 2006

Am Heiligabend (24. Dezember), dem Štědrý večer, bzw. dem Štědrý den (der Großzügige, Reichliche, Freigiebige Abend) macht man sich in Tschechien Geschenke. Sie sollen von Ježíšek, dem Christkind, kommen. Vor dem Weihnachtsmahl und dem anschließenden Geschenkeauspacken soll man fasten. Man sagt, dass man am Abend ein Zlaté prasátko, ein goldenes Schweinchen (ein traditionelles Glückssymbol) sehen kann, wenn man den ganzen Tag wirklich nichts gegessen hat.
Andere tschechische Weihnachtstraditionen beinhalten verschiedene volkstümliche Zukunftsdeutungen. Äpfel werden horizontal in zwei Hälften geschnitten: Wenn ein Stern im Kern erscheint, steht ein gutes Jahr bevor, erscheint ein Kreuz, wird es ein schlechtes Jahr geben. Mädchen werfen Schuhe über ihre Schultern, um zu schauen, ob eine baldige Heirat bevorsteht. Dies soll eintreten, wenn die Schuhspitze zur Türe zeigt. Über die Tür, an die Zarge, werden Mistelzweige – häufig vergoldet – gehängt, unter denen sich begegnende Frauen und Männer küssen. Auch das Bleigießen gehört zu dieser Tradition.
Das traditionelle Festessen am Heiligabend ist der Weihnachtskarpfen mit Kartoffelsalat. Der auserwählte Karpfen wird lebendig gekauft und seine letzten Tage in der Badewanne noch als Heimtier liebevoll gehätschelt. Auch nichtchristliche Familien besuchen am Heiligabend gerne die Mitternachtsmesse.

### Slowakei
In der Adventszeit finden in der Slowakei zahlreiche Weihnachtsmärkte statt.
Am 4. Dezember feiern die Slowaken den Barbaratag.
An diesem Tag stellen junge Mädchen Kirschzweige ins Wasser.
Blühen sie an Heiligabend, bedeutet das für sie Liebesglück im nächsten Jahr.
Am 12. Dezember gehen Frauengruppen von Haus zu Haus um Männer zu erschrecken.
An Heiligabend bringt „Ježiško“ (Christkind) die Weihnachtsgeschenke.
Das Weihnachtsessen beginnt meist bei Einbruch der Dunkelheit, meist gibt es Pilzsuppe, Fisch, Sauerkraut und verschiedenes Gebäck.
Anschließend besucht man die Mitternachtsmesse.
Am 25. Dezember wird in Familienkreisen und am 26. Dezember in Freundes- und Bekanntenkreisen gefeiert.

### Slowenien
In Slowenien beginnt die Weihnachtszeit bereits am 13. November mit einem Festessen, das die vorweihnachtliche Fastenzeit einläuten soll. Im Mittelpunkt steht die „Jaslice“ (Weihnachtskrippe), die meist selbstgebastelt im Haus steht. Ein typisches Festmahl ist das mit Roggen, Buchweizen und Weizen gebackene Weihnachtsbrot, das magische Kräfte besitzen soll. An Heiligabend besucht man häufig die Mitternachtsmesse; am darauffolgenden Tag gibt es das Weihnachtsessen und die Bescherung. An diesem Tag gelten Gäste als Zeichen für Unglück im nächsten Jahr. In religiösen Familien wird an Heiligabend, Silvester und am Dreikönigstag das Haus gesegnet. Die Weihnachtszeit endet mit dem Fest Darstellung des Herrn am 2. Februar.

### Ungarn
In der ungarischen Vorweihnachtszeit hat der 13. Dezember als „Luca-Tag“ (Luca napja) eine besondere Bedeutung. Es ist der gleiche Tag, an dem in Schweden das Luciafest gefeiert wird. An diesem Tag begann man früher in ländlichen Regionen mit dem Bauen eines „Luca-Stuhles“ (Luca széke). Jeden Tag wurde nur ein kleiner Teil der Arbeit verrichtet, so dass der Stuhl gerade am Heiligabend fertig wurde. Mit dem Stuhl musste man in die Christmette gehen und sich auf ihn stellen. Es hieß, man könne von oben die Hexen sehen und sie vertreiben. Auch war es am 13. Dezember üblich, in einen kleinen Topf Weizen zu säen. Ein Aberglaube besagte, dass man an diesem Tag mit verschiedenen Methoden den zukünftigen Gatten eines heranwachsenden Mädchens vorhersagen könne.
In ungarischen Familien wird am Heiligabend (Szenteste) traditionell Fischsuppe aus Karpfen gegessen, als zweiter Gang folgt gebratener Fisch. Weihnachten (Karácsony), besonders am ersten Weihnachtstag, ist es üblich, gefülltes Kraut zu essen, das man einige Tage vorher zubereitet hat.
Auch in Ungarn stellt man einen Christbaum auf. Eine Spezialität ist das „szaloncukor“ (Salonzuckerl), ein ursprünglich in Seidenpapier gewickeltes Zuckerstück, das als Baumbehang verwendet wird. Heutzutage handelt es sich dabei meist um industriell hergestellte Weihnachtsbonbons, die mit Schokolade überzogen sind und in den verschiedensten Geschmacksrichtungen erhältlich sind, wie zum Beispiel „zselés szaloncukor“, Salonzuckerl mit Fruchtgeleefüllung. Der Name weist auf die Stelle des Christbaumes in alten bürgerlichen Haushalten hin: es war üblich, den Christbaum im Salon zu haben. Für die ärmeren Haushalte blieb allerdings nur der Name so vornehm, sie mussten ihre Salonzuckerl selber herstellen. Salonzuckerl bekommen auch die Kinder nach dem Nachmittags-Krippenspiel in der Kirche am 24. Dezember.

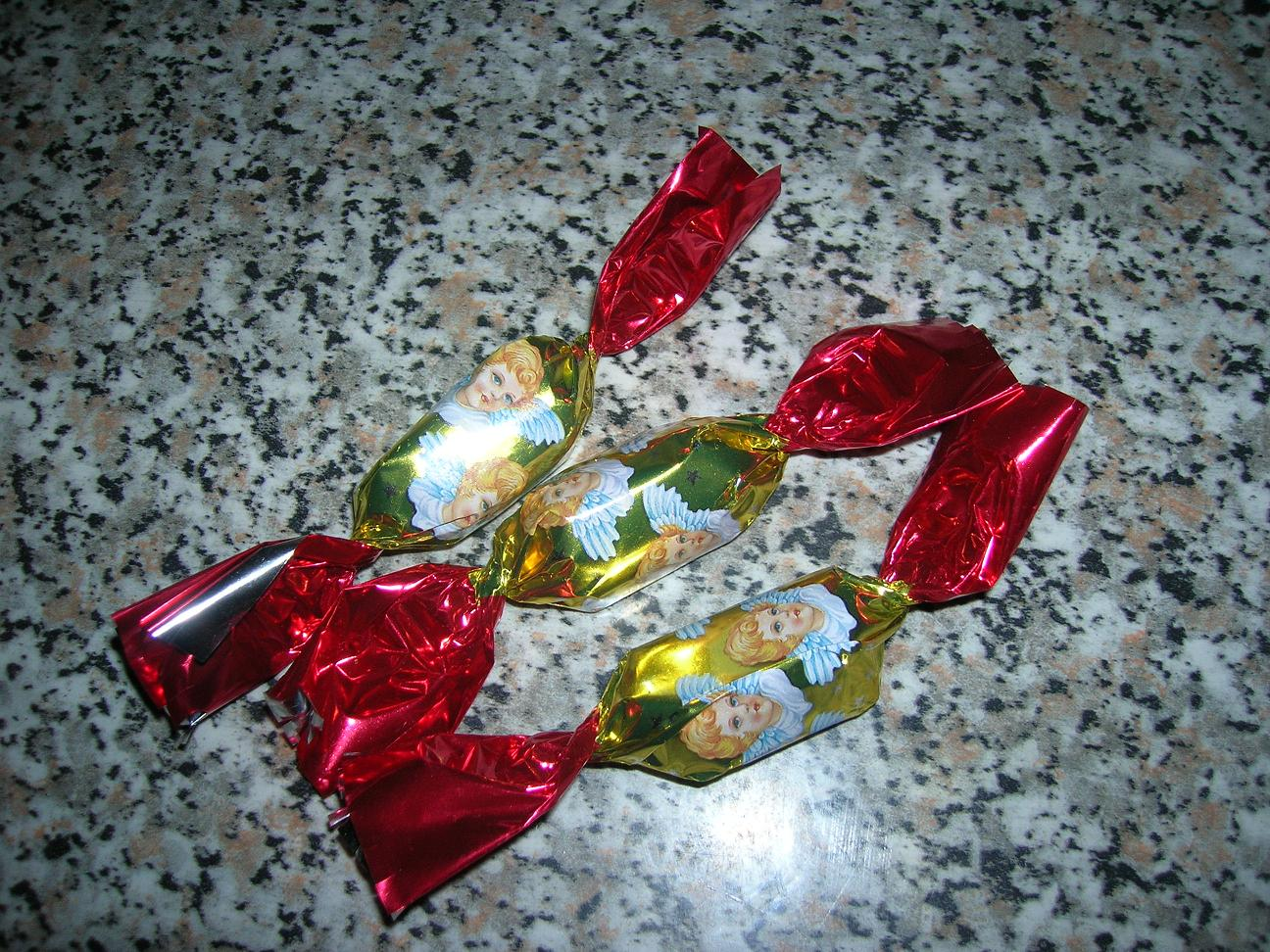
Moderne Salonzuckerl

Zu den Kindern kommt das Christkind, „Jézuska“ genannt. Zur Zeit des Kommunismus wurde versucht, „Jézuska“ durch den Weihnachtsmann „Télapó“ zu ersetzen (vgl. den russischen Дед Мороз). „Télapó“ war auch der Ersatz für den Nikolaus (Mikulás), der – wie in den deutschsprachigen Ländern – die Kinder am 6. Dezember (Mikulás napja) besucht und ihnen Geschenke in die blank geputzten Schuhe legt.
Um Weihnachten herum ist es üblich, dass Kinder zu Familien gehen und ein Krippenspiel gegen eine geringe Spende für arme Leute spielen, ähnlich wie es in den deutschsprachigen Ländern die Sternsinger tun. Diesen Brauch, der ebenfalls auf dem Lande verbreitet ist und zur Zeit des Kommunismus verdrängt werden sollte, wird „betlehemezés“ (Betlehemspiel) genannt. Traditionelle ungarische Weihnachtslieder sind „Kis karácsony, nagy karácsony“ (Kleine Weihnachten und große Weihnachten) und „Mennyből az angyal“ (Engel aus dem Himmel).

## Westeuropa

### Niederlande
Der „Sinterklaasavond“ (Nikolausabend) bleibt in den Niederlanden wichtiger als Weihnachten, obwohl die Niederländer in den letzten Jahren ebenfalls begonnen haben, den Weihnachtsabend mit dem Weihnachtsmann zu feiern. Dies löst jedes Jahr eine kleine Kontroverse darüber aus, ab wann es angemessen sei, Weihnachten zu feiern. Ladenbesitzer beginnen mit der lukrativen Weihnachtszeit gleich nach dem Nikolaustag (Dekorationen hängen meist schon vorher), während andere befürchten, dass das „fremde“ und „kommerzielle“ Weihnachten die Nikolausfeiern zu sehr beeinträchtigt.

### Luxemburg
In Luxemburg wird traditionell am Abend vor dem 6. Dezember ein Schuh vor die Haustüre gestellt, den dann „Kleeschen“ (Nikolaus) und sein Gehilfe „Houseker“ⓘ mit Süßigkeiten und Früchten füllen. Am Heiligen Abend wird abends meist Blutwurst mit Stampfkartoffeln und Apfelsoße gemeinsam mit der Familie und guten Freunden gegessen. Die Geschenke unter dem Weihnachtsbaum dürfen erst nach der Mitternachtsmesse ausgepackt werden.

### Frankreich

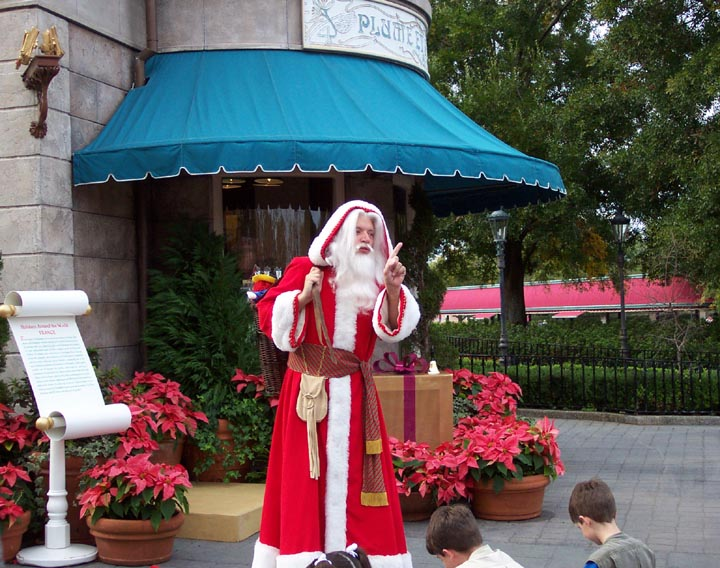
Père Noël

Der französische Weihnachtsmann heißt „Père Noël“ⓘ, was so viel wie „Vater Weihnachten“ bedeutet. Anders als der amerikanische Santa Claus tritt er nicht in Jacke und Hose auf, sondern trägt ein langes, rotes Gewand mit Zipfelmütze. Seine Geschenke trägt er nicht in einem Sack, sondern in einer Kiepe auf dem Rücken. Die Kinder stellen ihre Schuhe vor die Tür. Ein beliebtes Weihnachtslied der französischen Kinder ist „Petit Papa Noël“.
In Ostfrankreich, besonders im Elsass und in Lothringen, kommt am 6. Dezember Nikolaus in Begleitung seines schwarz gekleideten Helfers, des „Père Fouettard“ (anhörenⓘ). Einige Familien besuchen auch die Mitternachtsmesse und dekorieren ihre Häuser mit einer Krippe, zu der auch Heiligenfiguren hinzugestellt werden. In Frankreich und in vielen französischsprachigen Regionen (etwa im belgischen Wallonien, in Teilen der Schweiz, in Québec und im italienischen Aostatal) wird ein langes „réveillon“ⓘ (Weihnachtsessen) gehalten. Meist werden Austern, Hummer, Schnecken, Gänseleber und anderes gegessen, dazu wird Wein getrunken. Ein anderes traditionelles Essen ist Truthahn mit Walnüssen. Als Dessert isst man oft Bûche de Noël (anhörenⓘ) und in der Provence gibt es an die 13 Desserts, die meist „pompe à l'huile“ (ein aromatisiertes Brot), Datteln und anderes beinhalten.

### Monaco
In Monaco leuchten ab Mitte November in allen Straßen überdimensionale Sterne. Gegessen werden in dieser Zeit gerne gebrannte Mandeln und heiße Maroni und die Stadt ist teilweise mit Kunstschnee bedeckt.

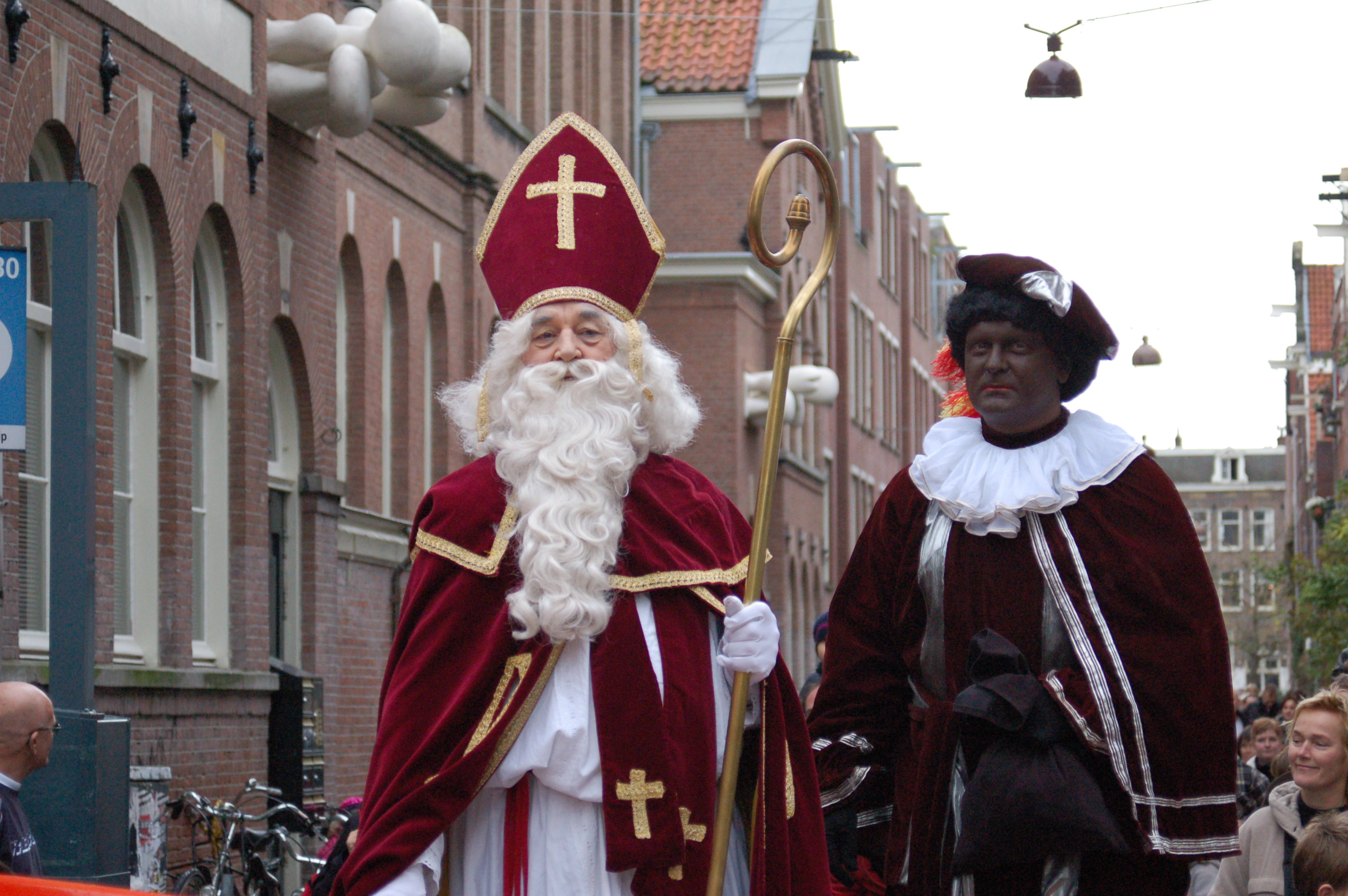
Sinterklaas und Zwarte Piet

### Vereinigtes Königreich und Irland

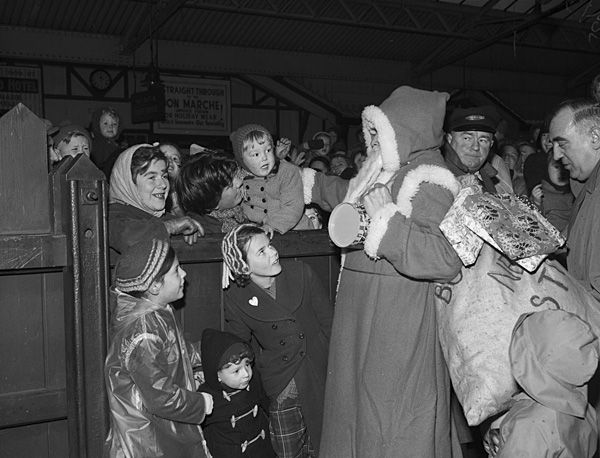
Father Christmas 1959 bei der Ankunft in Pwllheli mit dem Zug

Die Weihnachtstraditionen auf den Britischen Inseln wurden auch von ihren ehemaligen Kolonien in Nordamerika, Australien oder Neuseeland übernommen. Am Heiligen Abend (Christmas Eveⓘ)  werden die Geschenke durch den Weihnachtsmann, der hier „Father Christmas“ⓘ genannt wird, unter den Weihnachtsbaum geliefert. Den Briten erscheint ihre Bezeichnung für den Weihnachtsmann als formeller als die amerikanische Version des Santa Claus. Am Weihnachtstag (Christmas Dayⓘ) kommen Familien und manchmal auch Freunde zu einem traditionellen Weihnachtsmahl zusammen. Zu Weihnachten wird häufiger als in einer durchschnittlichen Jahreszeit ferngesehen, und für viele Fernsehstationen ist Heiligabend der quotenträchtigste Tag des Jahres. Viele Briten verfolgen die jährliche Weihnachtsansprache des Monarchen. Eine der meistgehörten Radiosendungen ist der seit Jahrzehnten live übertragene nachmittägliche Gottesdienst „Nine Lessons and Carols“ aus dem King’s College, Cambridge. Auch am 26. Dezember wird weiter gefeiert: Der Boxing Day (anhörenⓘ) im Vereinigten Königreich ist eine Erweiterung des Weihnachtsfestes.

## Nordeuropa

### Dänemark

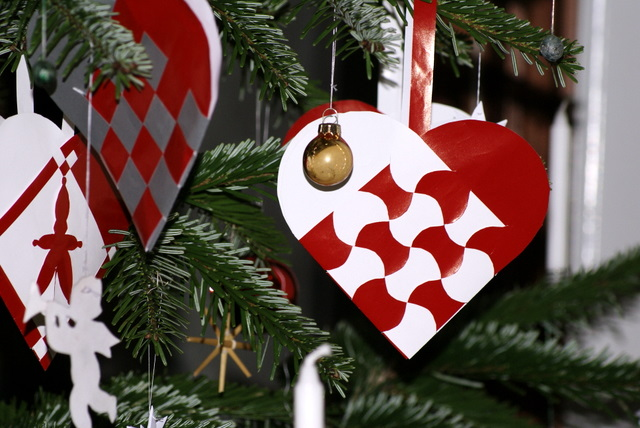
Geflochtene Weihnachtsherzen (Julehjerter) am Baum

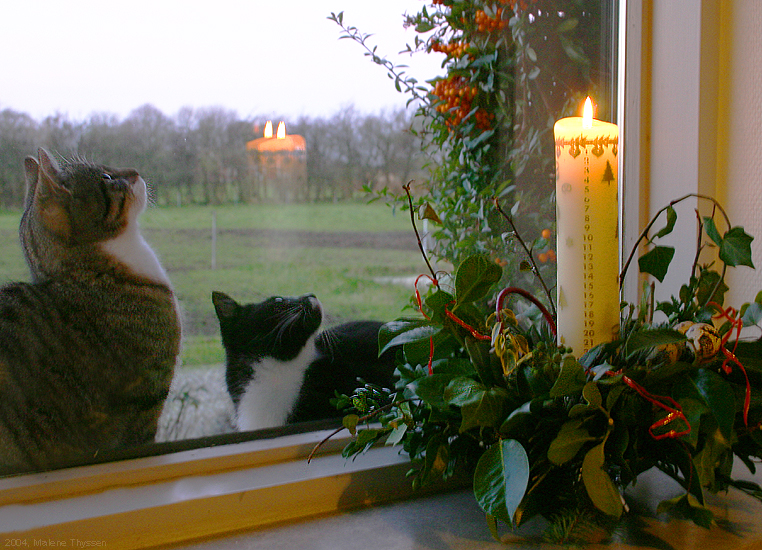
Die Kalenderkerze (Kalenderlys) wurde 1942 erfunden

In der Adventszeit wird abends oft eine Kalenderkerze (Kalenderlys) aufgestellt, deren Tagesabschnitte Tag für Tag bis zum 24. Dezember heruntergebrannt werden. Sie wurde 1942 von der Kopenhagener Kerzenfabrik Asp & Holmblad auf den Markt gebracht. Der Adventskranz verbreitete sich Anfang des 20. Jahrhunderts von Schleswig aus im ganzen Land. Auch selbst gefertigte Adventskalender sind verbreitet. Am 13. Dezember feiern die Kinder – nach schwedischem Vorbild – das Luciafest. In den Betrieben kommen die Erwachsenen oft zu einem gemeinsamen Julefrokost zusammen. Hierbei werden unter anderem Æbleskiver gegessen und Glühwein (Glögg) oder das etwas stärkere dänische Weihnachtsbräu (Julebryg) getrunken. Innerhalb der Familie werden dänische Weihnachtsplätzchen (Klejner) und Lebkuchen (Pepperkager) gebacken.
Heiligabend (Juleaften) wird das Wohnzimmer festlich geschmückt. Am Nachmittag schauen viele Familien gemeinsam das Weihnachtsfernsehprogramm. Anschließend werden Gans, Ente oder Schweinebraten mit Rotkohl und mit Zucker braun glasierte Kartoffeln serviert. Als Dessert wird Mandelmilchreis (ris à l'amande) mit einer untergerührten Mandel gegessen. Die Person, die die Mandel in ihrer Portion entdeckt, bekommt ein kleines Geschenk (Mandelgave). Zur Nachspeise wird oft leichtes Wichtelbier (Nisseøl) getrunken. Eine Schüssel Grütze wird auf dem Dachboden oder vor der Tür dem Weihnachtsnisse (lokal auch Nis Puk) überlassen. Nisser sind nordische Wichtel, die „dem Weihnachtsmann zuarbeiten“. Nach dem Essen werden Weihnachtslieder gesungen und man tanzt Hand in Hand um den geschmückten Weihnachtsbaum. Der Weihnachtsbaum ist oft mit geflochtenen Weihnachtsherzen (Julehjerter) oder kleinen Täschchen aus Papier (Kræmmerhuse) geschmückt. Während der geschmückte Baum – nach deutschem Vorbild – erstmals 1808 in Dänemark belegt ist, entstanden die Weihnachtsherzen um die Mitte des 19. Jahrhunderts: Ob sie auf Hans Christian Andersen oder Friedrich Fröbel zurückgehen, ist unsicher.
Der Grafiker Frederik Bramming ließ 1947 erstmals die sogenannten „kravlenisser“ auf Ausschneidebögen drucken: kleine bunte Papp- oder Papierwichtel, die zur Dekoration in Regalen und auf Bilderrahmen aufgestellt werden.
Auch das Aufstellen eines Julebuks ist verbreitet. Anschließend werden die unter dem Baum liegenden Geschenke ausgeteilt. Am Nachmittag gehen viele Familien in einen Weihnachtsgottesdienst.

### Färöer
Weihnachten feiert man auf den Färöern vom 24. Dezember an 21 Tage lang. Die Färinger feiern den „Tjúgundahalgi“ (heiligen Zwanzigertag); somit sind die Färinger die einzigen, die den nordischen Weihnachtsbrauch bewahrt haben, bei dem man am 13. Januar zum Weihnachtskehraus tanzt. Vor Weihnachten hängen die Färinger einen Weihnachtsstern ans Fenster. Die Kinder stellen bis etwa zum 16. Lebensjahr Weihnachtsdekorationen selbst her. Gebacken werden Schmalzgebäck, Pfeffernüsse, Spekulatius und Vanillekränze.
Am letzten Schultag trifft sich die ganze Schule in der Aula und tanzt singend um den Christbaum. Anschließend verteilt ein Weihnachtsmann Geschenke.
Am 24. Dezember schmückt man abends den Weihnachtsbaum und das jüngste Mitglied setzt die Spitze auf. Einige lesen daheim das Weihnachtsevangelium, andere gehen zum Abendgottesdienst. Gegen Nachmittag oder Abend isst man das Weihnachtsessen, das aus Gänse-, Enten- oder Schweinebraten oder auch aus Fisch oder Schafsfleisch besteht. Dazu gibt es auch Kartoffeln, Gemüse, Salat, braune Kartoffeln, Ananas, Rotkohl, braune und weiße Soße. Zum Nachtisch isst man einen Milchreisbrei mit einer Mandel. Anschließend wird der Weihnachtsbaum angezündet und man tanzt und singt um den Baum. Am darauffolgenden Tag feiert man den „Jóladagur“, an dem einige zum Vormittagsgottesdienst gehen. Nachmittags besucht man die Gräber und schmückt sie mit selbstgebastelter Dekoration. Am 26. Dezember besucht man Verwandte und Freunde. Am Abend tanzt man einen traditionellen Tanz. Am 6. Januar ist „Trettandi“ (der Dreizehnte), an dem man einen Tanzabend hält. Auch am Tjúgundahalgi findet ein öffentlicher Tanzabend statt.

### Finnland
„Joulupukki“ (Weihnachtsbock) ist der finnische Name des Weihnachtsmanns. Dies verweist auf den Julbock. Dieser Ausdruck stammt aus einer Zeit, als es üblich war, sich nach dem Weihnachtsessen mit Ziegenhäuten als Julbock zu verkleiden. Heute ist der „Joulupukki“ ein gewöhnlicher Weihnachtsmann, allerdings mit einigen Besonderheiten. Sein Wohnort befindet sich auf dem Korvatunturi in Finnisch-Lappland. Er kriecht nicht den Kamin hinunter, sondern klopft an Heiligabend an die Wohnungstür. Wenn er eintritt, sind seine ersten Worte jeweils: „Onkos täällä kilttejä lapsia?“ („Gibt es hier artige Kinder?“) Er trägt rote, warme Kleidung und benutzt einen Gehstock. Er fährt auf einem Rentierschlitten zu den Häusern. Eines der Rentiere heißt „Petteri Punakuono“ und war das Vorbild für „Rudolph the Red-Nosed Reindeer“. Joulupukki hat sogar eine Frau namens „Joulumuori“, die feinen Weihnachtsporridge zubereiten kann.
Zum traditionellen Weihnachtsessen gehören Weihnachtsschinken, Kartoffel- und Steckrübenauflauf sowie Rosolli-Salat (Rote-Bete-Salat). Als Gebäck sind „Piparkakut“ (Pfefferkuchen) und „Joulutortut“ üblich. Letztere sind sternförmige Blätterteigtaschen, die mit Pflaumenmus gefüllt werden. Üblich ist außerdem Glögi, ein Weihnachtspunsch, der je nach Geschmack mit oder ohne Alkohol hergestellt wird und meist mit Rosinen und Mandeln serviert wird.

### Island
In Island feiert man von Heiligabend bis zum Dreikönigstag das Weihnachtsfest. Wegen des Mangels an Bäumen im Land baute man sich früher Bäume aus Holzstücken, malte sie grün an und dekorierte sie mit immergrünen Zweigen und Weihnachtsdekorationen.
Heute werden meist Tannenbäume vom Festland nach Island importiert.
An Heiligabend werden meist „Jolaar“ (Weihnachtslamm), Rauchfleisch, Würstchen und selbstgebrautes Bier verzehrt. Wie auch in Dänemark gibt es das Ritual mit dem Reisbrei und der versteckten Mandel. Die dreizehn Weihnachtszwerge von den Bergen, die dem Weihnachtsmann dem Aussehen nach ähneln, bringen den Kindern die Geschenke. Der erste kommt zwölf Tage vor Heiligabend und der dreizehnte an Heiligabend. Entsprechend verschwindet der erste am 1. Weihnachtsfeiertag und der letzte am Dreikönigstag.

### Norwegen
In der Vorweihnachtszeit veranstalten viele Arbeitgeber ein „Julebord“, eine Art Buffet als ausgiebiges Weihnachtsessen. Elegant gekleidet genießt man gute Speisen und Getränke. Obwohl der 24. Dezember in Norwegen bis um 16 Uhr ein gesetzlicher Arbeitstag ist, schließen die Läden meist frühzeitig. Am Abend wartet dann das traditionelle Weihnachtsmahl bestehend aus Schweine- oder Lammrippchen mit Kartoffeln, norwegischem Sauerkraut und Steckrüben.
Auch in Norwegen kommt dem gemeinsamen Fernsehen in den frühen Stunden des Heiligabends ein besonderer Stellenwert zu. Wenn Kinder anwesend sind (und sie im letzten Jahr artig waren), stattet der „Julenissen“ einen Besuch ab, sonst werden die Geschenke unter den Weihnachtsbaum gelegt und vom jüngsten Anwesenden verteilt. Viele, auch unregelmäßige, Kirchgänger besuchen die Gottesdienste.
Der 25. Dezember ist in Norwegen ein ruhiger und stiller Tag, während am 26. Dezember Kinos, Bars und Nachtclubs voll mit Partygästen sind, die Weihnachtskekse und Süßigkeiten genießen. Auch fette und wohlschmeckende Speisen kommen dazu. Kinder verkleiden sich als „Julebukk“ und verlangen Bonbons, nach dem gleichen Muster wie amerikanische Kinder an Halloween. Die Weihnachtszeit endet jeweils am 6. Januar.

### Schweden

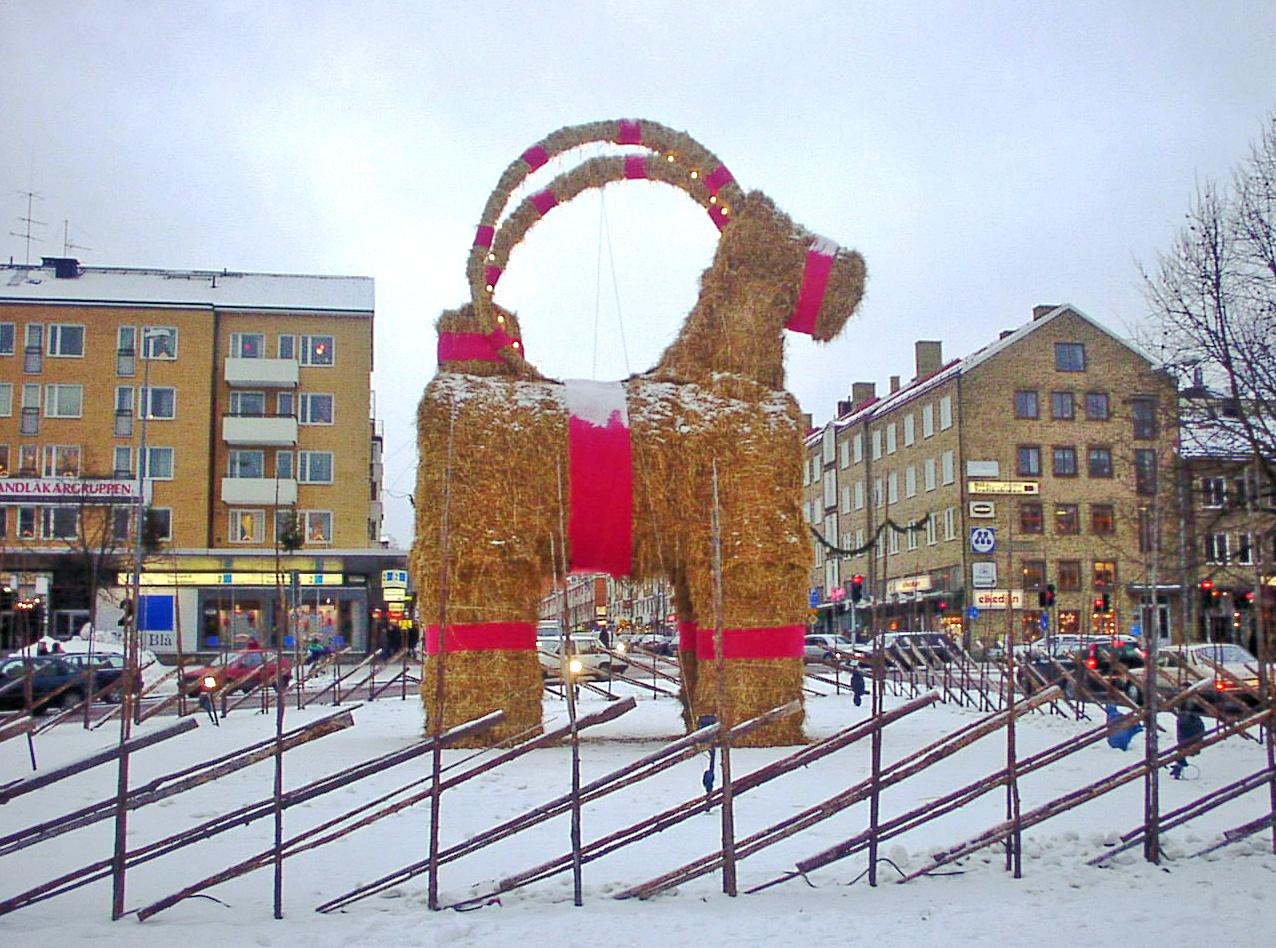
Ein Julbock auf dem Marktplatz in Gävle, Schweden

Die schwedische Weihnachtszeit beginnt mit dem ersten Adventssonntag. Wie in anderen nordischen Ländern bringt der Weihnachtsmann die Geschenke zum Heiligen Abend.
Wie überall steht auch in Schweden das Essen im Mittelpunkt: Fast jede Familie feiert am 24. Dezember mit einem weihnachtlichen „Smörgåsbord“ (anhörenⓘ), dem „Julbord“ mit dem besonderen Weihnachtsschinken (julskinka). Das „Julbord“ ist aber auch schon in der Adventszeit ein beliebtes Essen, das in vielen Restaurants bestellt werden kann. Oft laden Firmen ihre Angestellten zum Julbord ein. Diverse Süßigkeiten werden in Schweden mit Weihnachten in Verbindung gebracht, darunter Toffee, Knäck oder Schokolade, aber auch Nüsse und Früchte wie Orangen, Feigen und Datteln. Eine skandinavische Spezialität ist der „Glögg“ (anhörenⓘ), eine Art Glühwein mit Mandeln und Beeren, der in kleinen Bechern serviert wird.
Seit vorchristlicher Zeit gehört der Julbock in Skandinavien traditionell zur Weihnachtszeit. Er verkörperte ursprünglich die von den Göttern gegebene Fruchtbarkeit der Erde und konnte sich als heidnisches Brauchtum in vielerlei Darstellungsformen auch im christianisierten Skandinavien viele Jahrhunderte behaupten. In Schweden brachte er bis ins 19. Jahrhundert die Geschenke. Heute ist dafür „Jultomte“ – der Weihnachtsmann – zuständig und der Julbock ist nur noch als beliebter Weihnachtsschmuck aus Stroh erhalten geblieben.
Eine Besonderheit des schwedischen Weihnachtsfestes ist, dass der Heiligabend um 15 Uhr mit dem Schauen einer Donald-Duck-Sendung vor dem traditionellen Julbord beginnt. Nach dem Weihnachtsessen werden üblicherweise die Geschenke unter dem Weihnachtsbaum ausgepackt. Frühmorgens um 6 oder 7 Uhr am 25. Dezember gehen viele Schweden zur Frühmesse in die Kirche, dem letzten Teil der Feierlichkeiten.

## Nordosteuropa

### Estland
In der Vorweihnachtszeit stellen die Kinder in Estland Pantoffeln auf die Fenstersimse; die Pantoffeln werden dann von „päkapikud“ (Weihnachtselfen) mit Süßigkeiten gefüllt. Esten feiern Weihnachten am 24. Dezember, das als „jõululaupäev“ (Weihnachtssamstag) bezeichnet wird. Weihnachten ist in Estland gesetzlicher Feiertag. Jedes Jahr ruft der estnische Präsident den Weihnachtsfrieden aus und wohnt einem Weihnachtsgottesdienst bei. Diese Tradition wurde von der schwedischen Königin Christina im 17. Jahrhundert eingeführt. Die Kinder werden an Heiligabend vom „jõuluvana“, dem alten Weihnachtsmann, besucht und müssen Lieder singen oder Gedichte vortragen, bevor sie die Geschenke erhalten. Das Abendessen besteht meist aus Schweinefleisch mit Sauerkraut, gebackenen Kartoffeln, Weißwurst und Blutwurst, Kartoffelsalat mit Roter Beete und Pastete. Als Dessert gibt es Lebkuchen und Marzipan. Getrunken wird meist Bier und Glühwein. Das übriggebliebene Weihnachtsessen lässt man über Nacht stehen, da man glaubt, dass die Geister der Verwandten, Bekannten und Freunde zu Besuch kommen und auch etwas essen. Es ist auch üblich, Friedhöfe zu besuchen, um Kerzen für die Verstorbenen anzuzünden. Der 25. Dezember wird „jõulupüha“ genannt und wird meist zur Entspannung genutzt, wobei man auch Verwandte besucht.

### Lettland
In Lettland haben sich christliche mit vorchristlichen Bräuchen zur Wintersonnenwende vermischt. Am Heiligen Abend zieht man einen Eichenbalken von Haus zu Haus, der auf dem letzten Hof verbrannt wird, um das Übel zu vernichten und der Sonne neue Kraft zu geben. Auch ziehen viele Kinder als Tier, Sonne oder Tod verkleidet von Tür zu Tür, um böse Geister zu verjagen. Der Christbaum wird gern mit Strohsternen und getrockneten Blumen verziert. Als Weihnachtsessen gibt es meist Blutwurst, Sauerkraut, Erbsen, Bohnen, Graupen, „pírági“ (Speckkuchen), Schweinebraten oder Fisch. Wer davon neunmal isst, soll im nächsten Jahr reich und glücklich werden. Russisch-orthodoxe Letten zelebrieren das Weihnachtsfest erst am 6. Januar.

### Litauen
In Litauen feiert man Weihnachten sehr still und im Familienkreis. Der Heiligabend ist der Höhepunkt der Feiertage, da man glaubt, dass das folgende Jahr wie die Christnacht wird. Aus diesem Grund badet man an diesem Tag oder geht in die Sauna. Vormittags schmücken Kinder den Christbaum, der Anfang des 20. Jahrhunderts als deutscher Import in die Wohnzimmer wohlhabender Bürger Einzug hielt, mit Strohsternen, Basteleien, Spielzeug, Äpfeln, Nüssen und Gebäck. Mit dem Weihnachtsessen beginnt man, wenn der erste Stern am Himmel zu sehen ist. Gegessen wird mit Bezug auf die zwölf Monate des Jahres oder die zwölf Apostel ein Zwölf-Gänge-Menü. Vor dem Essen wird gemeinsam gebetet und ein Gotteskuchen herumgereicht. Meist werden Fisch, Mohnmilchsuppe, Gemüse, Salat, Obst, Getreidebrei, Kompott, Pilze, Brot, Gebäck und Wein gegessen, Fleisch und Milchprodukte isst man am Heiligabend nicht. Anschließend zieht man Strohhalme unter der Tischdecke hervor. Lange, dicke lassen auf ein gutes Jahr hoffen; dünne oder gebrochene bringen Unglück. Nach dem Essen wird nicht abgedeckt, damit die Seelen der verstorbenen Verwandten auch speisen können. In anderen Kreisen jedoch stellt man ihnen Lebensmittel auf das Fensterbord.
Nach dem Mahl werden die Geschenke ausgepackt, die der Weihnachtsmann gebracht hat. Ab 25. Dezember isst man wieder Fleisch und am 26. Dezember besucht man oft Freunde.

## Osteuropa

### Russland
In Russland und manchen anderen slawischen Ländern Osteuropas kennt man die Tradition des „Ded Moros“ (Дед Морозⓘ – Väterchen Frost), der von seiner Enkelin „Snegurotschka“ (Schneemädchen, Schneeflöckchen) begleitet wird. Nach einer Legende fährt er in einer Troika, einem Schlitten, der von drei Pferden gezogen wird und den Kindern Geschenke bringt.
Weihnachten wird in Russland meist am 7. Januar (entspricht im Julianischen Kalender dem 25. Dezember) gefeiert. Nach Jahrzehnten der Unterdrückung durch die Kommunisten wird das religiöse Fest seit 1992 wieder belebt. Es dreht sich um das „Heilige Mahl“ am Heiligen Abend, das aus zwölf Gerichten besteht, für jeden Apostel Jesu eines. Durch die Verlegung von Weihnachtsbräuchen, einschließlich des Besuches von Väterchen Frost und des Schneemädchens auf den Neujahrstag, konnten sie am Leben erhalten werden. Viele russische Weihnachtsbräuche wie etwa der Weihnachtsbaum (ёлкаⓘ jolka) gehen auf die Reisen Peters des Großen im späten 17. Jahrhundert zurück.
Die Geschenke bekommen die Kinder meist zu Silvester.

### Ukraine
In der Ukraine ist der 25. Dezember der offizielle Weihnachtsfeiertag.

## Südosteuropa

### Albanien
„Krishtlindjet:“ Weihnachten wird in Albanien am 25. Dezember gefeiert und ist ein gesetzlicher Feiertag. Das Fest wird von christlichen wie auch von nichtchristlichen Albanern gefeiert.

### Bulgarien
Das bulgarische Weihnachten, „Koleda“ oder „Rozhdestvo Christowo“, findet am 25. Dezember statt. Das Fest markiert das Ende einer am 15. November beginnenden Fastenzeit der orthodoxen Kirche. Die Feierlichkeiten beginnen bereits einen Tag vorher. Am Heiligen Abend wird eine ungerade Zahl an Gerichten vorbereitet, in der Regel sieben, neun oder dreizehn. Die Gerichte sollen keine tierischen Erzeugnisse enthalten (wie Fleisch, Milch, Eier usw.), da das adventliche Fasten erst nach der Christmette endet. Typische Gerichte sind mit Bohnen gefüllte Paprika, Reis gewickelt in Weinblätter, Bohnensuppe, mit Kürbis gefüllte Teigblätter (Tikvenik). Am Anfang vom Festmahl wird ein spezielles rundes Brot, in dem eine Münze versteckt ist, zwischen allen Familienmitgliedern aufgeteilt (auch je ein Stück für Gott, die Heilige Maria, das Haus oder auch für das Haustier). Wer die Münze bekommt, wird im nächsten Jahr immer gesund sein und viel Glück haben. Das älteste Familienmitglied geht mit Weihrauch durch alle Zimmer, damit das Böse vom Haus fernbleibt.
Ab Mitternacht bis Sonnenaufgang des ersten Weihnachtstages ziehen singende junge Männer, die „Koledari“, von Haus zu Haus. Sie wünschen Gesundheit, Glück und Wohlstand und tätscheln den Rücken der Leute mit dekorierten Stöcken aus Kornelkirschen. Mit ihren Liedern sollen sie die bösen Geister verjagen. Die Leute beschenken die Koledari mit Brezeln, Wein oder auch Geld. Auch in der Nacht vom 24. auf 25. Dezember bringt der Weihnachtsmann, „Djado Koleda“, Geschenke für alle, die im Jahr brav waren. Für die Weihnachtstage gibt es keine traditionellen Gerichte, es wird jedoch üppig gegessen: Gerichte mit Schwein- und Geflügelfleisch, mit Käse gefüllte Teigblätter, Kuchen. Der 25. und 26. Dezember sind nationale Feiertage.

### Griechenland
In Griechenland ziehen die Kinder zu Weihnachten von Haus zu Haus und singen die sogenannte Kalanda; belohnt werden sie mit Rosinen, Feigen und Gebäck. Die Bescherung findet nicht am 24. Dezember, sondern am 31. Dezember zum Fest des heiligen Vassilius statt. Das traditionelle Weihnachtsgebäck ist zum einen ein Butterplätzchen mit Mandeln und Puderzucker, das Kourambiedes, zum anderen ein Gebäck mit Honig, Melomakarona.

### Kosovo
Unter den wenigen verbliebenen Christen im Kosovo steht an Heiligabend ein Familienmitglied um 4 Uhr auf, um vier kleine Äste eines Nussbaumes zu schneiden. Abends schneidet man beide Enden der Äste schräg ab und bestreicht sie mit Bohnen, Rahm, Käse, Schnaps und Wein, da dies die Lebensmittel der Natur seien. Anschließend bindet man die Äste zu einem Kreuz.
Gegen 21 Uhr gehen alle – bis auf den ältesten Mann – aus dem Haus. Dann fragt man: „(Groß-)Vater, willst du Besuch mit dem Kreuz und den Lebensmitteln, die Gott gemacht hat, bekommen?“ Geantwortet wird meist: „Ihr seid alle herzlich willkommen, kommt nur rein!“ Als Weihnachtsessen gibt es meist Bohnen, Pite mit Kürbis, Salate, Fisch, Wein und anderes.
Am ersten Weihnachtstag steht man um 5 Uhr morgens auf und geht mit frischgebackenem Brot, Brezeln und Wein in den Garten, wo der Älteste einen großen Kreis aus Stroh um die Familie herum und ein Kreuz in der Mitte aufschüttet. Danach betet man und schließlich werden Raketen hochgeschossen.

### Kroatien
Die katholisch geprägten Kroaten pflegen den adventlichen Brauch des Barbaraweizens, der Anfang Dezember (oft am Barbaratag, 4. Dezember) als Tellersaat aus Getreide angelegt wird. Die aufgekeimte Saat wird am Heiligen Abend mit Kerzen versehen. An diesem Tag („Badnjak“) bereiten sich die Kroaten auf das „Kommen Jesu“ vor. Ein spätes festliches Abendessen besteht oft aus Fisch, wonach viele die Kirche für die Mitternachtsmesse („polnoćki“) aufsuchen. Geschenke werden am ersten Weihnachtstag ausgepackt. Anrufe und Besuche zu Weihnachten sind ein Zeichen der Wertschätzung und Zuneigung.

### Nordmazedonien
Die orthodoxe Kirche in Nordmazedonien begeht Weihnachten am 7. Januar. An Heiligabend wird unter den Familienmitgliedern ein Brotlaib geteilt, in dem eine Münze versteckt ist. Man glaubt, dass der Finder der Münze im folgenden Jahr Glück haben wird. Als Weihnachtsessen gibt es meist Fisch, gebackene Bohnen, Sauerkraut, Walnüsse und Rotwein, da wegen des Fastens kein Fleisch gegessen wird. Zum Nachtisch gibt es meist Äpfel und Dörrobst.

### Rumänien und Moldau
Ebenso wie in anderen osteuropäischen Ländern auch, wird in Rumänien am 24. Dezember, dem „Moș Ajun“, bis in die Abendstunden hinein gefastet. Eine der traditionellen Speisen, die dann aufgetischt werden, ist „Sarmale“ mit „Mămăligă“ (anhörenⓘ, Kohlrouladen mit Maisbrei), was gerne mit Țuică (anhörenⓘ), einem starken Pflaumenbrand, hinuntergespült wird. Beliebt ist auch „Ciorbă“, eine deftige Kuttelsuppe, oder hausgemachte Würstchen vom Schwein, sogenannte „Cârnați“. Ein besonderes Ritual zu Weihnachten ist das Backen des „Heiligen Brotes“, das mit einem Kreuz aus Teig verziert sein kann. Geistliche tragen am Heiligen Abend Ikonen von Tür zu Tür und kündigen die Ankunft des Herrn an. Die Kinder freuen sich auf den „Moș Crăciun“, den Weihnachtsmann, mit seinen Geschenken.
Das Singen von Weihnachtsliedern ist ein wichtiger Bestandteil der rumänischen Weihnachtsfeiern. Am ersten Weihnachtstag ziehen Sänger („colindători“) durch die Straßen der Städte und Dörfer. Sie halten einen Stern aus Karton und Papier, auf dem Szenen aus der Bibel abgebildet sind. Kinder ziehen während der Weihnachtszeit von Haus zu Haus, wo sie Gedichte und Weihnachtslieder vortragen. Der Anführer der Gruppe trägt einen Holzstern bei sich, der mit Metall bedeckt und mit Glocken und farbigen Bändern verziert ist. Ein Bild der Geburt Christi ist in der Mitte des Sterns zu sehen und das ganze Kunstwerk ist an einem Besenstiel oder langen Stock befestigt.

### Serbien
Die Serbisch-Orthodoxe Kirche feiert nach dem julianischen Kalender. Demzufolge feiert sie – wie auch andere orthodoxe Kirchen – Christi Geburt entsprechend dreizehn Tage später: am 6. Januar (Heiligabend) und an den drei darauf folgenden Weihnachtstagen, am 7., 8. und 9. Januar. Der Weihnachtsfeiertag ist gesetzlicher Feiertag und wird nach Gregorianischem Kalender am 7. Januar gefeiert.
Die weihnachtliche Fastenzeit beginnt 40 Tagen vor Weihnachten. Die Gläubigen sollen ihre Körper reinigen, um die Menschwerdung Christi angemessen feiern zu können. Während dieser Zeit wird kein Fleisch gegessen, streng genommen auch keine Milchprodukte und keine Eier, wohl aber Fisch an besonderen Tagen.

#### Badnji dan
Der 6. Januar ist der heilige Tag vor Weihnachten. Früh morgens verlässt das Familienoberhaupt das Haus, um einen Eichenzweig oder eine junge Eiche („badnjak“) zu schlagen. Die Eichenzweige sind in Serbien der Christbaum, Tannen werden hingegen lediglich an Silvester (novogodišnja jelka – Neujahrstanne) aufgestellt. In ländlichen Gegenden wird diese Zeremonie mit einem Gewehrschuss eingeleitet. In dieser Zeit kümmern sich die Männer auch um das traditionelle Spanferkel oder den Schweinebraten („odojče / pečenica / pečenje“).

#### Badnje veče
Heiligabend wird in der Kirche gefeiert. Dabei werden Eichenzweig („badnjak“) und Stroh geweiht, die danach ins Haus gebracht werden. Die Person, die das Stroh verteilt, schreit „Kvo, kvo, kvo“, wie eine Henne, die Kinder antworten mit „Piju, piju, piju“, wie die Küken. Das Abendessen erfolgt streng nach den Fastenregeln, es ist also mager („posno“), Fisch, Prebranac (ein Bohnengericht), Pita (pikant, oder auch süß) oder Nüsse und getrocknetes Obst werden gereicht.
In manchen Gegenden wie in der Vojvodina begehen Kinder, die sogenannten „korinđaši“, das „korinđanje“ und gehen dabei von Haus zu Haus und singen Weihnachtslieder. Dafür werden sie mit Süßigkeiten oder auch mit Geld beschenkt.

#### Božić
Die Hausherrin, üblicherweise die Mutter, bereitet am frühsten Morgen ein Gebäck aus Weizenmehl, die „česnica“, zu. In Zentralserbien handelt es sich hierbei um eine Art Brot, welches reich verziert wird, in der Vojvodina hingegen oft um ein Kuchengebäck. Bei der Zubereitung wird stets eine Münze („zlatnik / dukat“) in dem Teig versteckt. Diese soll dem Finder im anstehenden Jahr Glück und Segen bringen. Regional werden auch zusätzliche Glücksbringer in den Teig eingebacken.
Der Weihnachtstag beginnt mit der Ankunft und dem Gruß des ersten Gastes, dem „Položajnik“, auch „Polažajnik“ genannt. Er betritt mit dem rechten Fuß die Stube und streut Korn über die Familie. Dann spricht er die Worte: „Hristos se rodi!“ (Christ ist geboren!), die Familie antwortet: „Vaistinu se rodi!“ (Wahrlich, er ist geboren!). Božić ist das Diminutiv von Bog und bedeutet „Gotteskind“. Das Brot („česnica“) wird von Hand entsprechend der Anzahl der Familienmitglieder gebrochen, das Kuchengebäck in der Vojvodina wird hingegen geschnitten.
Die Fastenzeit ist am Weihnachtstag beendet und es werden traditionelle Speisen am Festtagstisch gereicht. Meist eine Suppe, Spanferkel, Sarma, Ruska Salata und vieles mehr. Als Nachspeise werden Sitni Kolači, Kuchen und Torten zubereitet. Am zweiten Weihnachtstag besuchen sich Nachbarn gegenseitig und am dritten Tag widmen sich die Menschen der Brauchtumspflege, welche von Region zu Region unterschiedlich ist.
Das Beschenken ist keine serbische Weihnachtstradition. Geschenke werden üblicherweise in den drei Wochen vor Weihnachten zu Detinjci bzw. Đetinjci (Kinder an ihre Eltern), Materice (Mütter an ihre Kinder) und Oci (Väter an ihre Kinder) übergeben. Zu Silvester werden ebenfalls Geschenke übergeben. In der Vojvodina, wo ein bedeutender Anteil an Protestanten und Katholiken lebt, werden  an Heilig Abend und Weihnachten Geschenke verteilt.

## Südeuropa

### Italien
Moderne Traditionen verbunden mit Überresten aus römischer Zeit kennzeichnen die Feiern von „Natale“ⓘ, dem italienischen Weihnachten. Am 8. Dezember feiert man das Hochfest der Unbefleckten Empfängnis; ab diesem Tag wird festlich geschmückt und Weihnachtsbaum und Krippen aufgestellt. Auf Sizilien feiert man am 13. Dezember das Fest der hl. Lucia, der Patronin von Sizilien.
An Heiligabend besucht man die Christmesse und man isst an diesem Tag kein Fleisch. Das Weihnachtsessen besteht aus Meeresfrüchten, Süßigkeiten wie „pandoro“, „panettone“, „torrone“, „panforte“, Struffoli, „caggionetti“ oder „montebianco“. Am 25. Dezember feiert man mit einem Familienessen mit verschiedenen Fleischsorten, Käse und Süßigkeiten.
In einigen Teilen Italiens werden die Geschenke vom Christkind an Heiligabend gebracht, in anderen erst durch die „Befana“, einer alten Witwe, am Dreikönigstag. „Babbo Natale“ⓘ, eine Version des Weihnachtsmanns, ist in letzter Zeit häufiger geworden. Am 26. Dezember feiert man den Stephanstag, der in Italien gesetzlicher Feiertag ist.

### Malta
Der erste Weihnachtsfeiertag ist auf Malta ein gesetzlicher Feiertag und ein Familienfest. Das Weihnachtsessen beinhaltet gewöhnlich Truthahn mit Kartoffeln und Gemüse. Eine lokale Spezialität ist der Honigring, der vor allem zur Weihnachtszeit gegessen wird.

### Portugal
Weihnachten (25.12.) ist in Portugal ein gesetzlicher Feiertag und wird als Familienfest begangen. Die Straßen und Häuser, insbesondere die Einkaufsstraßen und Ladenlokale, werden dekoriert. Die Geschenke bringt der „Pai Natal“ („Papa Weihnacht“, gemeint ist der Weihnachtsmann), mancherorts auch das Jesuskind (port. Menino Jesus). Bescherung ist traditionell am Weihnachtsmorgen (25. 12.).
Nach der „Missa do galo“ („Hahnenmesse“) gibt es an Heiligabend (port.: Noite de Natal, wörtlich: Weihnachts-Nacht) ein spätes Abendessen, die „Ceia de Natal“ („Weihnachtmahl“). Traditionell wird der Eintopf „Cozido à Portuguesa“ (Gekochtes nach portugiesischer Art), noch häufiger jedoch ein Gericht mit Bacalhau (getrocknetem Stockfisch) gegessen, aber auch Oktopus mit gesottenem Gemüse oder andere Varianten. Das Weihnachtsessen endet gewöhnlich mit der Milchreisspeise „arroz-doce“ („süßer Reis“) oder einer frittierten Nachspeise, etwa dem oft mit Kürbis im Eier-Mehl-Teig hergestellten und mit Zucker und Zimt bestreuten „Filhó“ aus den ländlichen Gegenden, oder dem „Sonho de Natal“ (Weihnachtstraum), der aus Weizenmehl, Milch, Eiern, Zitronenschalen und Salz hergestellt und dann frittiert wird. In Nordportugal, vor allem Minho und Trás-os-Montes, sind „Formigos“ eine traditionelle Süßspeise der Festtage. Sie werden u. a. aus Weißbrotscheiben, Eiern, Pinienkernen, Portwein, Zucker, Milch und Mandelraspeln hergestellt, in der Pfanne gebraten, und aufgeschichtet und mit Trockenfrüchten garniert serviert. Die „Broa Castelar“, ein fester Kuchen aus Mais- und Weizenmehl, Süßkartoffeln, Kokos- und Orangenschalenraspel, ist eine weitere Spezialität an Weihnachten, ebenso die „Rabanadas“, in Milch eingelegte Weißbrotscheiben, die frittiert und mit Zucker und Zimt bestreut werden, aber auch in Varianten mit in Wein oder in Zuckerwasser eingelegten Brotscheiben existieren. Von Weihnachten bis zum Dreikönigstag wird weitverbreitet zudem traditionell der mit kandierten Früchten und Nüssen gefertigte „Bolo Rei“, der Dreikönigskuchen gereicht, der bevorzugt mit Schaumwein (Champanhe) oder Portwein genossen wird.
Auch auf Madeira werden die Straßen dekoriert. Ein traditionelles Weihnachtsgericht der Insel ist „Carne de Vinha d'Alhos“ (Fleisch mit Wein und Knoblauch). Hierbei wird Schweinefleisch mindestens zwei Tage lang in Weißwein, Knoblauch, Lorbeer, Thymian, Pfeffer und Salz mariniert, um danach in der Marinade gekocht zu werden. Vor dem Festmahl wird es dann in Schweineschmalz frittiert und mit Brot gereicht, das im gleichen Schmalz frittiert wurde. Als Süßspeise wird zu Weihnachten auf Madeira traditionell der „Bolo de mel“ (Honigkuchen) gereicht. Dieser wird meist am 8. Dezember aus Mehl, Hefe, Süßgras, Nüssen und Mandeln gefertigt, u. a. mit Süßgras, Madeirawein, Orangen, Zimt und Nelken als Gewürze. An dem Tag werden auch die letzten aufgehobenen „Bolos de mel“ aus dem Vorjahr verspeist. Der Begriff „Honig“ bezieht sich hierbei auf den verwendeten flüssigen Rohrzucker, der „Mel de Cana“ (Zuckerrohrhonig) genannt wird.

### Spanien

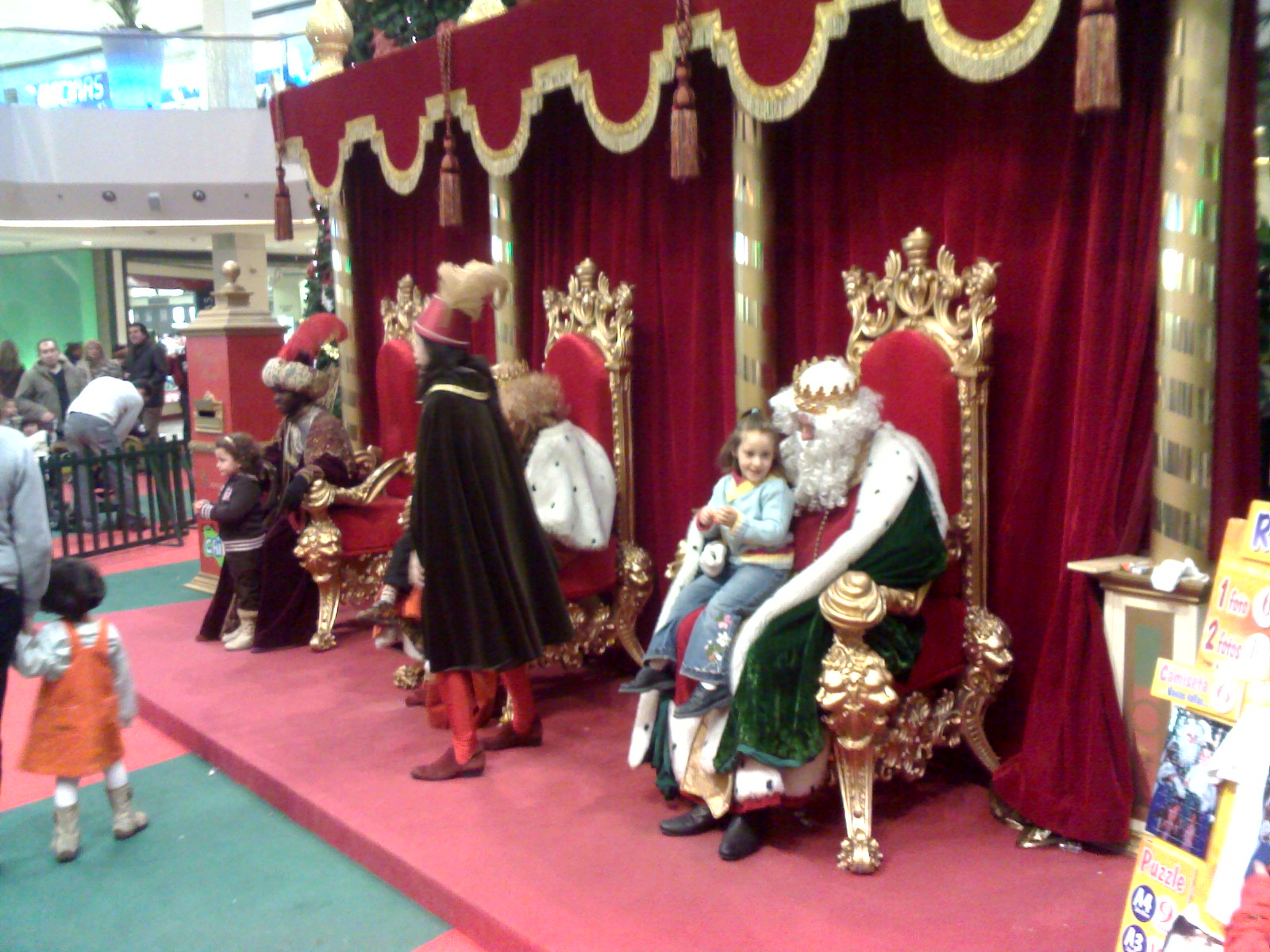
Kinder erzählen den Heiligen drei Königen ihre Wünsche

Die Weihnachtszeit wird mit der traditionellen Ziehung der Weihnachtslotterie am 22. Dezember eingeläutet. Heiligabend (Nochebuena) ist traditionell der Tag eines Abendessens im Familienkreis und der anschließenden Mitternachtsmesse „Misa de Gallo“. Weihnachtsfeiertage („Navidad“ⓘ) sind der 25. und 26. Dezember. Der erste Weihnachtsfeiertag wird traditionell mit einem Mittagsessen im Familienkreis begangen. Am 28. Dezember, dem Fest der Unschuldigen Kinder, gibt es einen Brauch, andere durch erfundene oder verfälschte Geschichten hereinzulegen. Dabei ist es auch in Spanien üblich, dass die Medien an diesem Tag ebenfalls möglichst originelle und glaubwürdig klingende Falschmeldungen verbreiten. In Spanien sind es traditionell die Heiligen Drei Könige (Reyes Magos), die den Kindern am 6. Januar an Stelle des Weihnachtsmanns oder des Christkinds Weihnachtsgeschenke bringen, wobei die unartigen Kinder statt Geschenken nur Kohlestücke erhalten. Hierzu wird in vielen spanischen Städten die Ankunft der drei Könige in Form eines Umzugs (Cabalgata de los Reyes) am 5. Januar gefeiert. Die drei Könige kommen nicht selten auf Kamelen angeritten. Die Kinder müssen für sie Wasser und Brot vor die Tür stellen und finden dafür am Morgen des 6. Januars Geschenke vor.
In Spanien werden traditionell keine Weihnachtsbäume aufgestellt, sondern die Wohnungen mit Weihnachtskrippen geschmückt. In den Straßen hängen Lichterketten oder Sterndekorationen zwischen den Häuserzügen. In vielen Schaufenstern, Cafés oder an öffentlichen Plätzen sind ebenfalls Krippen aufgestellt.
Seit den 1980er-Jahren kommen allerdings verstärkt mitteleuropäische und angelsächsische Traditionen wie der Weihnachtsbaum und die Bescherung am 24. Dezember auf. Ein weiterer Grund für die Beschenkung durch den Weihnachtsmann am 24. Dezember ist, dass spanische Schulkinder ihre Geschenke so zu Beginn der Ferien erhalten und Zeit zum Spielen haben, was bei einer Beschenkung durch die Heiligen Drei Könige am letzten Ferientag weniger der Fall ist.

#### Katalonien

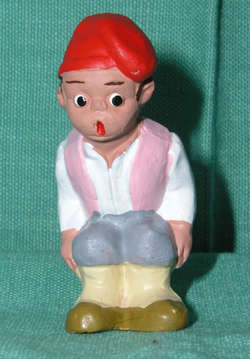
Tonfigur eines Caganers

Neben der Bescherung am Dreikönigstag findet sich in Katalonien auch die Tradition des Tió de Nadal. Der „Tió“, ein großer Holzklotz (eigentlich ein mit Geschenken gefüllter Korb), wird mit einem Tuch verdeckt. Dann wird mit Stöcken unter Singen des Liedes „Caga tió“ auf diesen Klotz eingeschlagen, damit dieser die Geschenke zur Bescherung für die kleinen und die großen Kinder herausgibt. Eine weitere Besonderheit ist die Anwesenheit des „Caganers“ (anhörenⓘ), einer kleinen Figur mit heruntergelassener Hose in den Weihnachtskrippen. Ein schönes katalanisches Weihnachtslied ist auch El Cant dels Aucells, in dem über dreißig kleine und große Vögel die Geburt Christi besingen.

#### Baskenland
Im Baskenland bringt der Olentzero am 24. Dezember die Weihnachtsgeschenke. Es handelt sich hierbei um die Figur eines Köhlers, der Weihnachten in die Dörfer und Städte kommt. Dieser Brauch besteht seit dem Anfang des 20. Jahrhunderts.

## Nordamerika

### Grönland
Weihnachten wird auf Grönland erst seit der ersten Hälfte des 18. Jahrhunderts gefeiert. Die Bräuche ähneln aufgrund der politischen Zugehörigkeit denen der Dänen. Christbäume allerdings werden schon viele Monate vor dem Weihnachtsfest aus dem Süden importiert. Geschmückt wird er schließlich mit Kerzen, Julehjerter, Papierblumen, grönländischen und dänischen Flaggen, kleinen Präsenten und anderen Ornamenten. Die größeren Geschenke werden unter den Christbaum gelegt. Am Heiligabend geht man zur Christmesse. Die Kinder ziehen von Haus zu Haus und singen Weihnachtslieder. An diesem Tag verwöhnen die Männer ausnahmsweise die Frauen, indem sie ihnen Kaffee bringen. Gegessen wird meist Robben-, Wal- oder Rentierfleisch. Aber auch „mattak“ (Walhaut) und „kiviak“ (Fleischgericht mit Fett, Blut, Kräutern und Beeren, das in Robbenbalg gewickelt und durch Gefrieren konserviert wird) und Heilbutt oder geräucherter Lachs. Die Geschenke bringt der Weihnachtsmann mit einem Hundeschlitten.

### Mexiko

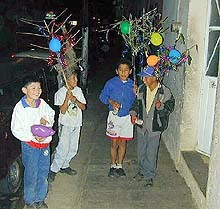
Kinder singen in einer Prozession mit dem Ast „Veracruz“ in Mexiko

Die Mexikaner beginnen die Weihnachtsfeiern am 15. Dezember während der neuntägigen „Posadas“. In dieser Zeit symbolisiert man die Suche Maria und Josephs nach einer Herberge. Der Gastwirt lädt in sein Haus ein, es wird eine „piñata“ zerschlagen, „Ponche“ (anhörenⓘ) getrunken, ein Heißgetränk, welches einer Bowle ähnelt und mit den typischen mexikanischen Früchten zubereitet wird, und es werden Buñuelos gegessen. Wird am Heiligabend gefeiert, besteht das Abendessen aus Truthahn oder Kabeljau, Romeritos und andere Spezialitäten, die von Haus zu Haus verschieden sind. Um Mitternacht wird dann das Jesuskind in die Krippe gelegt, um zu symbolisieren, dass es geboren wurde. Erst dann werden die Geschenke geöffnet.
Außerdem gibt es in dieser Vorweihnachtszeit die traditionellen Pastorelas, eine oft komische Darstellung in Kirchen, Schulen und Theatern der Wanderung der Hirten zum neugeborenen Jesuskind. Auf dem Weg treffen sie den Teufel, der sie in Versuchung bringen möchte, doch der Erzengel Michael leitet sie weiter und sie erreichen ihr Ziel. Jede dieser Pastorelas ist verschieden, geprägt von der Originalität des Schriftstellers.

### Vereinigte Staaten

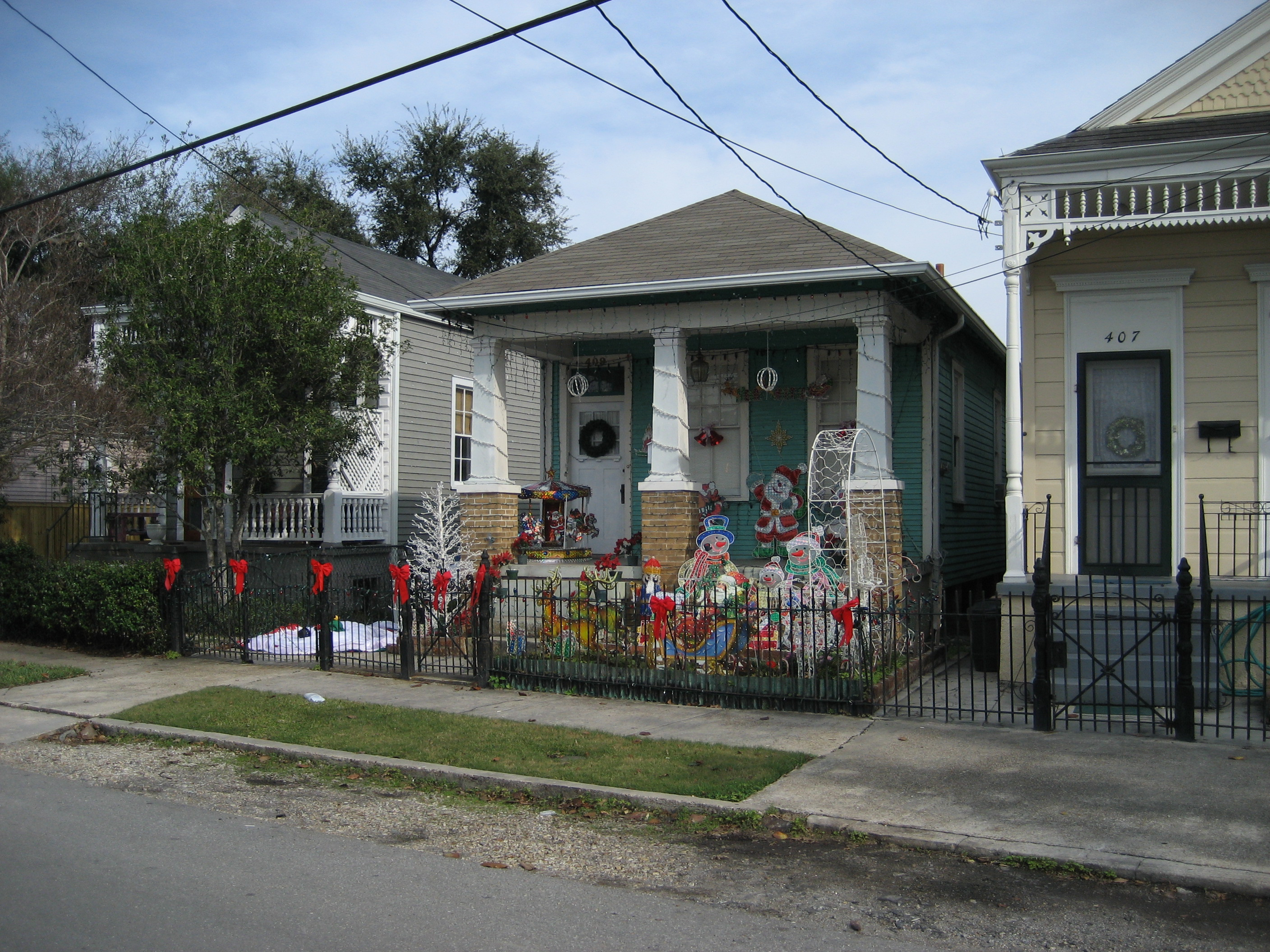
Weihnachtlich dekoriertes Haus in Uptown, New Orleans

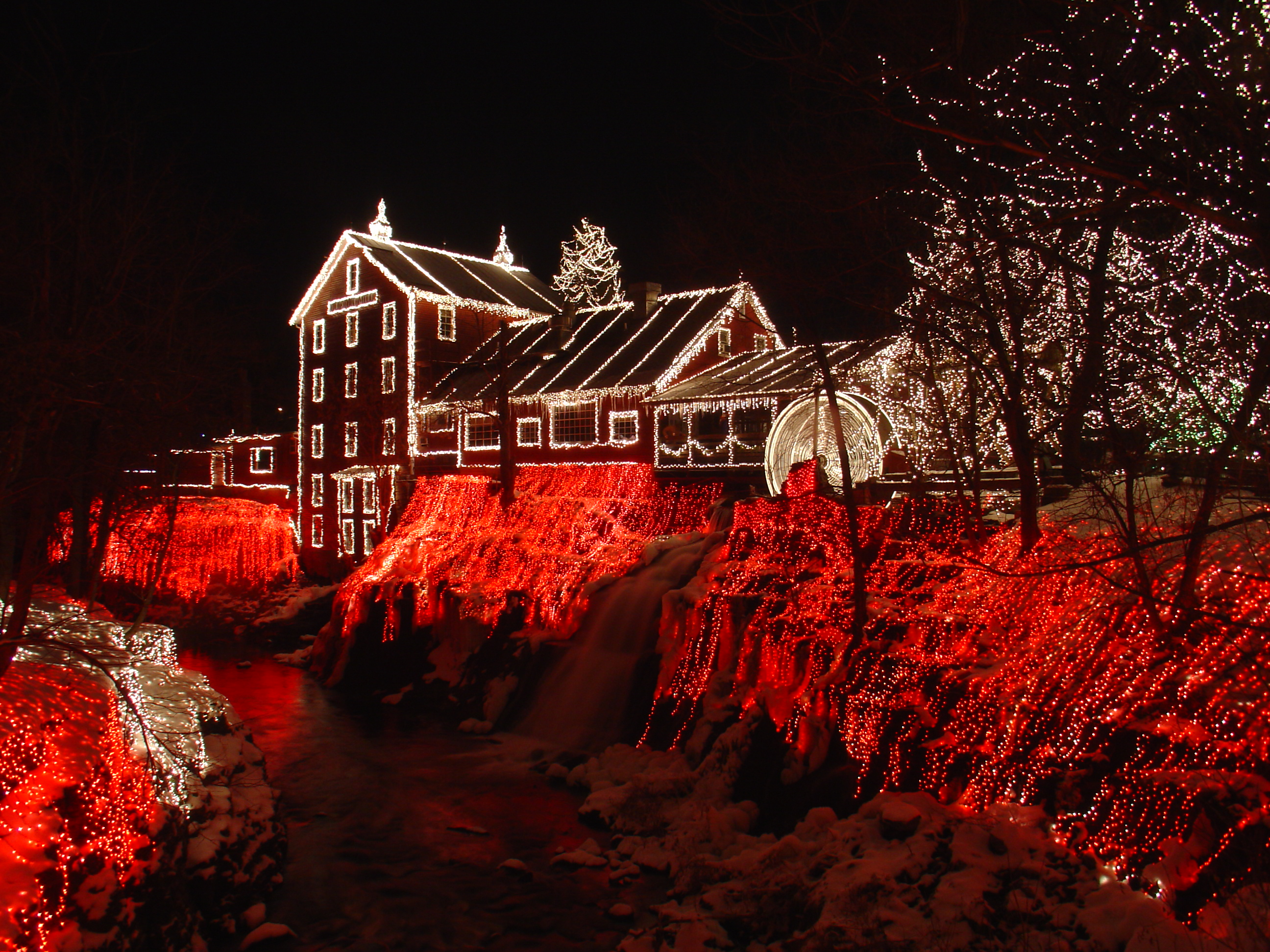
Dekoriertes Haus in Ohio

In den Vereinigten Staaten gilt Weihnachten („Christmas“, oft auch „X-mas“ oder „Yule“ⓘ genannt) als wichtiger Bestandteil der amerikanischen Kultur, obwohl wegen der Multikulturalität des Landes großer Wert darauf gelegt wird, politisch korrekt zu sein und möglichst nur allgemein gehaltene Grüße zum Fest („Season’s Greetings“ oder „Happy Holidays“ⓘ) zu verschicken. Häufig sind die Versuche von Handel und Gewerbe, andere Winterfeste (z. B. das jüdische Chanukka oder das afroamerikanische Fest Kwanzaa) mit Weihnachten zu verbinden.
In einer Umfrage des Nachrichtensenders des amerikanischen Senders FOX im Jahr 2004 gaben 96 % der Bevölkerung an, Weihnachten zu feiern, daher ist das Fest ein wichtiges Datum im Kalender. Sowohl religiöse als auch säkulare Symbole verbinden sich zu vielfältigen amerikanischen Weihnachtstraditionen, die sich auch in themenbezogenen Filmen, Serienspecials und Fernsehshows niederschlagen. Zu diesen Traditionen zählen der vom Nordpol kommende „Santa Claus“, Weihnachtsbäume, Weihnachtskarten, Weihnachtslieder, Weihnachtskrippen, elektrische Lichterketten, Geschenke und Küsse unter dem Mistelzweig. Weihnachtskrippen und der „Herrnhuter Stern“ werden erstmals 1741 bei der Stadtgründung von Neu-Bethlehem durch den sächsischen Grafen N. L. von Zinzendorf belegt.

## Mittel- und Südamerika

### Argentinien
In Argentinien erhalten die Kinder ihre Geschenke am Dreikönigstag, wenn sie ihre Schuhe unter ihrem Bett lassen, damit sie von den drei Weisen auf dem Weg nach Betlehem mit Süßigkeiten gefüllt werden.

### Brasilien
In Brasilien ist der 25. Dezember ein geschützter Feiertag. Die Traditionen ähneln den europäischen und nordamerikanischen, wie etwa der Weihnachtsbaum, das Wichteln und das Verschicken von Weihnachtskarten. Auch werden die Häuser und andere Gebäude mit elektrischen Lichtern und der Krippe dekoriert. Trotz des warmen Wetters wird auch winterlich dekoriert, etwa mit Kunstschnee. In manchen Städten wie Curitiba, gibt es Dekorationswettbewerbe. Der Heilige Abend ist der wichtigste Tag der Brasilianer. Um Mitternacht feiern die Kirchen die „Missa do Galo“ (Messe des Hahnes).

### El Salvador
In El Salvador veranstalten Kinder und Erwachsene Feuerwerk auf den Straßen. Traditionell werden sautierte Truthahnsandwichs in einem Baguette mit Salatblättern und Radieschen und als Nachtisch süßes Brot gegessen. Getrunken wird meist heiße Schokolade, Ananassaft, salvadorianischer Horchata und Kaffee.

### Guatemala
In Guatemala setzt man zu Weihnachten eine Purtina auf, einen ausgefallenen Hut, mit dem man mit Freunden und Bekannten einen Reigen tanzt.

### Kolumbien

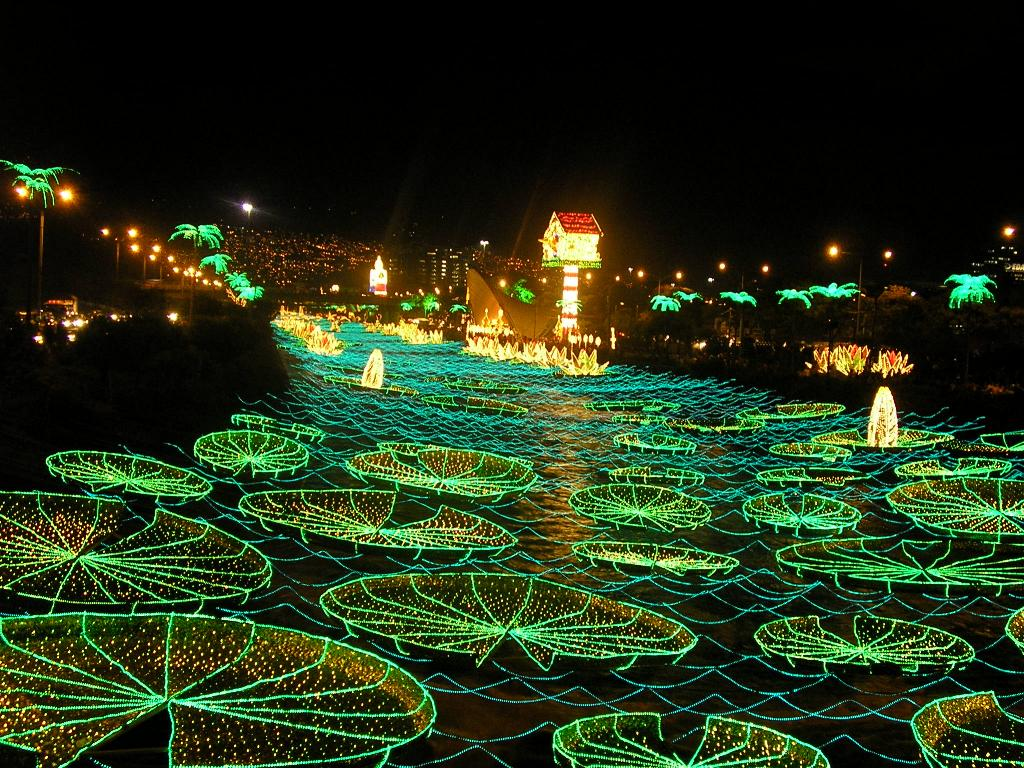
Der Río Medellín in Medellín (Kolumbien) an Weihnachten 2004

Weihnachtsgeschenke werden in Kolumbien vom „El Niño Jesus“ oder „Niño Dios“ (Jesuskind), in Chile vom „Viejo Pasquero“ (alter Hirte), in den anderen spanischsprachigen Ländern auch „Papá Noél“ (Weihnachtsmann) und in Brasilien mit dem „Papai Noel“ (Weihnachtsmann) gebracht.

### Peru
Weihnachtskrippen sind in Südamerika sehr wichtig. In Gegenden mit einem hohen Anteil an indigener Bevölkerung wie etwa Peru werden die Krippenfiguren nach einem jahrhundertealten Muster in Handarbeit geschnitzt. Wie in Mexiko sind auch hier Prozessionen, deren mitgetragene Figuren die Ereignisse rund um die Geburt Christi nachbilden, häufig.

## Asien

### Armenien
Das Weihnachtsfest (arm. Surp Dznunt) wird in Armenien prunkvoll gefeiert. Die Armenisch-Apostolische Kirche feiert am Vortag (arm. Nachadonag) der zwei wichtigen Herrenfeste – vor Weihnachten und vor Ostern – spezielle vorfestliche Gottesdienste. Die Abendgottesdienste dieser zwei Tage bezeichnet man als Dschrakaluytz. In der volkstümlichen Sprache heißen sie auch Chètum. Der erste Dschrakaluytz im Jahr ist immer am 5. Januar, da die Armenier immer am 6. Januar Weihnachten feiern. Der zweite Dschrakaluytz ist immer am Sonnabend zum Ostern, also zwischen 22. März und 28. April.
Am Dschrakaluytz-Tag, nach dem Sonnenuntergang, findet in einer eindrucksvollen Atmosphäre die abendliche Heilige Messe statt. Im religiösen Sinne beginnt schon das Fest der Geburt des Herrn. Deshalb singen die Chöre in den armenischen Kirchen den Hymnus „Christus ist geboren und erschienen“ (arm. Christos dznav yev haytnetzav).
Der Vorabend des Festes wird Dschrakaluytz genannt, weil es ein Brauch war und ist, dass die Gläubigen während des Abendgottesdienstes in ihren Händen Öllampen bzw. Kerzen tragen. „Dschrakaluytz“ ist ein armenisches Wort, das aus zwei Wörtern zusammengesetzt ist: „Dschrak“ und „Letznel“. Wörtlich bedeutet es: „Die Lampen mit Öl füllen“. Es ist ein Brauch, in den Häusern während dieser Nacht eine Öllampe bzw. Kerze brennen zu lassen. Diese Tradition erinnert durch die brennende Lampe an den Stern, der in der Nacht der Geburt Jesu am Himmel leuchtete und die Hirten zur Krippe des Herrn leitete. Die brennende Lampe symbolisiert Jesus Christus, der von sich gesagt hat: „Ich bin das Licht der Welt.“
In vielen Orten nennt man diesen Abend auch „Tatachman Gisher“ (Abend des Eintunkens). Das älteste männliche Familienmitglied nimmt die aus der Kirche speziell für diesen Abend gebrachte Hostie (arm. Neshchar), bricht gemäß der Zahl der anwesenden Familienmitglieder und teilt aus. Jeder nimmt seinen Teil, taucht ihn in Wein ein und isst. Deshalb bezeichnet man diesen heute insbesondere bei den Iran-Armeniern verbreiteten Brauch als Tatachman Gisher oder Tatachman Entrik.
In manchen Orten besuchen die Jugendgruppen oder die Chormitglieder der Kirche nach der Heiligen Abendmesse die Häuser und Wohnungen der Gemeindemitglieder, singen Weihnachtslieder und gratulieren zum Fest. Die Familien erwarten diese Gesangsgruppen mit Freude, gern machen sie ihre Türen auf und empfangen sie und verteilen kleine Geschenke.

### Bangladesch
Weihnachten ist ein gesetzlicher Feiertag in Bangladesch. Bengalische Christen feiern den Tag als „Borodin“ (großer Tag) und begrüßen Familienmitglieder, Freunde und Bekannte mit „Shubbo Boro Din“ (Grüße des großen Tages).

### Volksrepublik China
In der Volksrepublik China ist der 25. Dezember kein gesetzlicher Feiertag. Christen hingegen begehen an diesem Tag inoffiziell und im privaten Rahmen Weihnachten.
Sowohl in Hongkong als auch in Macau ist der 25. Dezember hingegen ein Feiertag. Beides sind ehemalige Kolonien europäischer Seemächte mit christlichem Hintergrund.
Trotz dieser Unterscheidung muss erwähnt werden, dass in großen urbanen Zentren des chinesischen Festlands im Dezember immer häufiger Weihnachtsdekorationen auftauchen, was auf das wachsende Interesse an diesem westlichen Phänomen und auf Marketingkonzepte zurückzuführen ist.

### Republik China (Taiwan)
In der Republik China auf Taiwan wird Weihnachten nicht offiziell gefeiert. Durch Zufall ist der 25. Dezember Gedenktag für die Verfassung der Republik China von 1947, der offizielle Verfassungstag. Dieser amtliche Feiertag wird von vielen als Weihnachten behandelt. Damit nicht zu viele Arbeitspausen im Jahreslauf auftreten, ist der Verfassungstag nicht mehr arbeitsfrei, was viele Leute aber nicht von inoffiziellen Weihnachtsfeiern abhält.

### Georgien
In Georgien wird Weihnachten am 7. Januar gefeiert. Man begibt sich zum „Alilo“ auf die Straße, wo man sich gegenseitig zum Feiertag gratuliert. Dabei werden Kinder von älteren Menschen beschenkt.

### Indien
Weihnachten ist ein offizieller Feiertag in Indien. Die Feiern sind sehr stark durch den Konsum amerikanischer Medien geprägt worden, so dass Santa Claus und Konsum auch dort Einzug erhalten haben. Fromme christliche Gläubige besuchen den Gottesdienst. In christlichen Missionsschulen nehmen auch hinduistische Kinder aktiv an den Feierlichkeiten teil, z. B. durch Krippenspiele, Gesänge etc.
Im Rashtrapati Bhavan begeht der indische Staatspräsident die Weihnachtsfeiern. Diese gehen in die Neujahrsfeiern über. Die meisten indischen Lehranstalten kennen Weihnachtsferien, die kurz vor Weihnachten beginnen und bis wenige Tage nach Neujahr dauern.

### Indonesien
Weihnachten ist auf Indonesien gesetzlicher Feiertag, obwohl Christen nur 8 % der Bevölkerung ausmachen, das Fest ist dort auch bei Nicht-Christen sehr beliebt.

### Japan

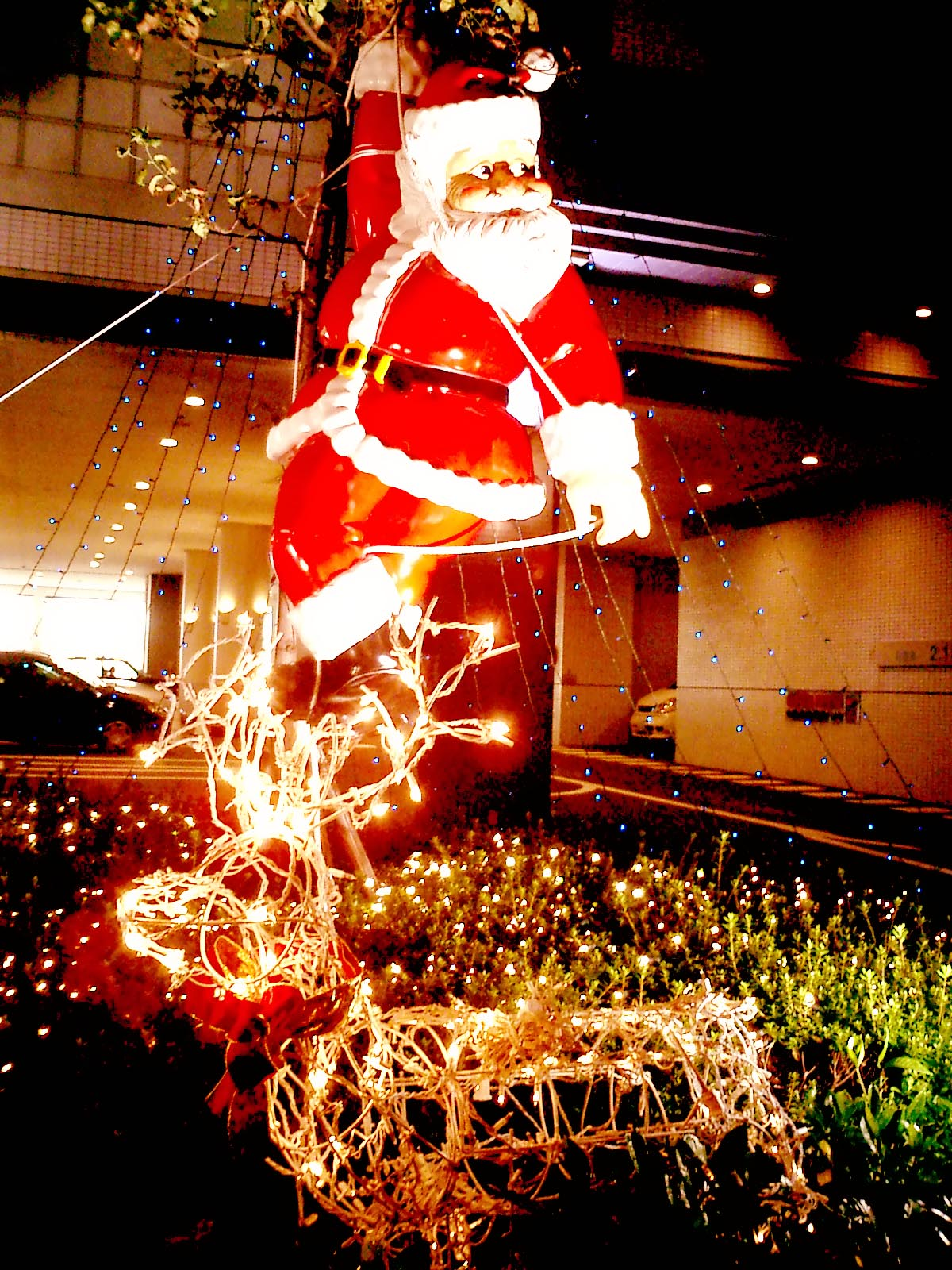
Weihnachtsbeleuchtung in Kobe (Japan)

Weihnachtsfeiern sind in Japan sehr verbreitet. Weihnachten (jpn. kurisumasu) ist im Gegensatz zum Neujahrstag allerdings kein offizieller Feiertag. Oft bezieht man den Weihnachtsmann (Santa Kurōsu) mit ein. Vor allem seit den 1980er-Jahren bietet der „Christmas Eve“ vielen Paaren eine Gelegenheit, sich kennenzulernen; Verliebte beschenken sich, haben ein spezielles Date und spazieren an Weihnachtsbeleuchtungen vorbei. Familien und Freunde tauschen Geschenke aus. Zum Weihnachtsfest gehört die Weihnachtstorte, weiß und oft mit Erdbeeren geschmückt.
Das erste Weihnachtsfest wurde 1549 von Jesuiten mit Einheimischen gefeiert, ist aber nicht durch Quellen belegt. Nach der Wiederöffnung des Landes und der Einführung der Religionsfreiheit (1868 / 1873) hielten christliche Kirchen ihre Weihnachtsmessen ab. Um die Wende zum 20. Jahrhundert verbreitete sich in Teilen der Oberschicht durch amerikanisch-europäischen Einfluss der Brauch, Partys abzuhalten und Geschenke auszutauschen, zunächst in größeren Städten. Im Zweiten Weltkrieg spielte Weihnachten nur für die wenigen Christen noch eine Rolle. Seit 1945 wurde es jedoch bald ein beliebtes Fest. Religiöse Motive spielen in den meisten Fällen keine Rolle.

### Südkorea
Südkorea ist das einzige ostasiatische Land in dem Weihnachten ein gesetzlicher Feiertag ist. Im Jahr 2015 waren 27,6 Prozent Christen. Schenken, Weihnachtskarten Senden, Schmücken von Weihnachtsbäumen usw. gehören zum Fest. Kinder erhalten von „Santa Haraboji“ (Großvater Santa) Geschenke. Rundfunkanstalten spielen Weihnachtsmusik. Im Fernsehen werden Cartoons und Weihnachtsfilme gezeigt, Läden und Gebäude findet man weihnachtlich dekoriert.
Für christliche Südkoreaner besteht die Möglichkeit, Feiertagsgottesdienste zu besuchen. Nach der Christmette gehen jüngere Gläubige singend zu Wohnungen älterer Gemeindemitglieder, wo ihnen Getränke und Snacks serviert werden.

### Libanon
Der erste Weihnachtsfeiertag ist im Libanon gesetzlicher Feiertag. Auch etliche libanesische Muslime feiern Weihnachten – meist mit christlichen Freunden und Nachbarn. Eine Umfrage hat gezeigt, dass etwa zwei Drittel der Libanesen Weihnachten feiern, obwohl weniger als die Hälfte der Einwohner Christen sind. Viele Familien, auch muslimische, dekorieren während der Weihnachtszeit ihre Häuser und Straßen mit Christbäumen, Krippen und Lichtern. Weihnachtsbäume werden bereits vor dem Heiligen Abend, die Krippe erst ab Weihnachten aufgestellt. Viele Familienmitglieder leben in Europa, Australien oder Amerika, deshalb verschickt man auch gerne Weihnachtspostkarten mit europäischen Motiven wie winterlichen Landschaften (obwohl an der Küste des Landes kein Schnee fällt – nur im Gebirge). Die Menschen kleiden sich festlich. Das Weihnachtsessen ist eine Mischung aus westlichen und lokalen Speisen wie etwa Truthahn und Wein. Gleich nach dem mehrgängigen Festessen werden die Geschenke verteilt. Die Familien gehen in die Mitternachtsmesse, wo mit einer Messe die Geburt Jesu gefeiert wird.

### Pakistan
In Pakistan wird Weihnachten von den Christen meist als der „große Tag“ gefeiert. Das Christentum ist nach dem Hinduismus in Pakistan die zweitgrößte religiöse Minderheit. Die Zahl der Christen wurde 2008 auf 2.800.000 bzw. 1,6 % geschätzt, die Hälfte davon römisch-katholisch, die andere protestantisch. Christen feiern dort, indem sie von Tür zu Tür gehen, Weihnachtslieder singen und Spenden für wohltätige Zwecke sammeln.

### Philippinen

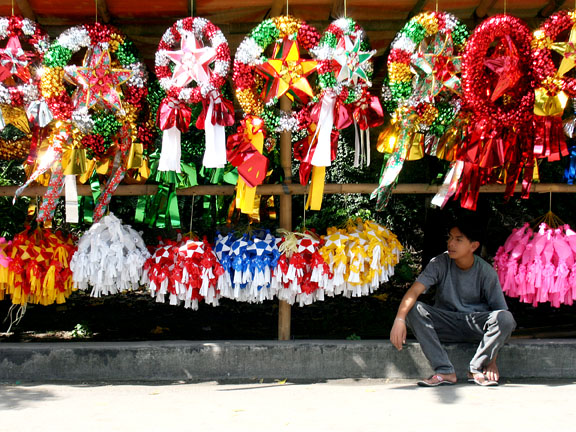
Weihnachtsschmuck-Stand auf den Philippinen

Die Philippinen kennen die weltweit längste Weihnachtszeit. Traditionell beginnt das Fest mit einer Novene, während der Abendmessen gefeiert werden, die als „Gabenmessen“ bekannt sind. Am Abend des 24. Dezembers, der „noche buena“, wird nach dem Besuch der Mitternachtsmesse im Kreis der Familie das Weihnachtsessen aus Käseballen und Schinken aufgetischt.

### Singapur
Weihnachten ist in Singapur ein gesetzlicher Feiertag. Die berühmte Einkaufsstraße „Orchard Road“ ist von Anfang November bis Anfang Januar weihnachtlich dekoriert.

## Afrika

### Ägypten
Die koptische Gemeinde in Ägypten feiert Weihnachten am 29. Tag des koptischen Monats „Khiakh“, was im Gregorianischen Kalender dem 7. Januar entspricht. An diesem Tag bereiten die Kopten traditionelle Speisen vor, die „Zalabya“ (ein Gebäck) und den „Bouri“ (ein Fischgericht). Der 7. Januar ist auch gesetzlicher Feiertag in Ägypten.
Nach der Mitternachtsmesse feiern die Kopten mit einem großen Bankett und essen gezuckerte, mit Kreuzen verzierte Kekse, die „Kahk“. Nach dem Bankett beginnt eine vierzehntägige Fastenzeit.

### Äthiopien
Die äthiopisch-orthodoxen Christen koptischer Prägung feiern Weihnachten am 29. Tag des äthiopischen Monats „Taḫśaś“, im Gregorianischen Kalender der 7. Januar. Das Fest beginnt damit, dass in der Nacht zum 7. Januar die orthodoxen Christen eine Mitternachtsmesse feiern. An diesem Tag bereitet man in Äthiopien die landestypischen Brotfladen Injera zu und isst sie mit verschiedenen Gerichten aus Rind-, Lamm-, Geflügel- und Kalbfleisch. Das orthodoxe Weihnachtsfest ist in Äthiopien ein Feiertag, der von mehr als der Hälfte der Bevölkerung begangen wird.

## Australien und Neuseeland
In diesen beiden englischsprachigen Ländern auf der Südhalbkugel fällt Weihnachten mitten in den Sommer. Für das australische und neuseeländische Weihnachtsbild wird eine winterliche Ikonographie ähnlich der in Großbritannien und Nordamerika verwendet. Dies führt inmitten eines heißen Sommers zu Kontrasten mit weißen Pelz tragenden Weihnachtsmännern auf Schlitten, dem Weihnachtslied Jingle Bells oder Schneeszenen auf Weihnachtskarten und Dekorationen. In den Metropolen werden an zentralen Plätzen traditionell große Weihnachtsbäume aufgestellt, so in Sydney am Martin Square oder in Melbourne am Federation Square.
In Melbourne kam am Heiligabend 1938 erstmals eine größere Gruppe Menschen zusammen, um gemeinsam Weihnachtslieder bei Kerzenschein zu singen. Die Tradition mit Namen Carols by Candlelight fand auch in anderen Städten Australiens und Neuseelands Anklang, die ihre Veranstaltungen in den Tagen vor Weihnachten ausrichten, bei denen in der Regel auch prominente Künstler auftreten. Viele Vororte und Schulen richten ihre eigenen, kleineren Veranstaltungen aus. Der Erlös der Aufführungen kommt in der Regel Wohltätigkeitsorganisationen zugute. Familien verbringen so mit Picknicks, Decken und Mückenspray den Abend im Freien und hören dabei weihnachtliche Weisen.
Am Morgen des Christmas Day, dem ersten Weihnachtstag, findet die Bescherung mit den unter den Weihnachtsbaum gelegten Geschenken statt. Das Weihnachtsessen am Mittag des 25. Dezember ist vielfach traditionell europäisch geprägt, oftmals mit Truthahn oder ganzen Schinken (Christmas ham/Weihnachtsschinken) aus dem Ofen. Beliebt sind zudem Meeresfrüchte wie Garnelen oder Austern. Zu den bevorzugten Früchten zu Weihnachten gehören Mangos und Kirschen. Ein gerne zubereitetes traditionelles Weihnachtsdessert ist die Pavlova (eine mit Sahne und Früchten gefüllte Torte auf Baiserbasis), andere Dessertklassiker sind Christmas Pudding, Mince Pies, Trifle oder White Christmas. Seit den 1990er-Jahren geht der Trend hin zu Gerichten mit saisonalen Zutaten aus der Region, die vielfach bei einem Aussie Summer Barbecue im Freien zubereitet werden. Zur gedeckten Weihnachtstafel gehören auch oft Christmas Crackers genannte Knallbonbons, die kleine Geschenke, Witze und Papierkronen enthalten.
Der zweite Weihnachtstag, der Boxing Day, steht bei Interessierten in Australien im Zeichen des Boxing Day Test, einem im Fernsehen übertragenen Cricket-Match, um das manche ihren ganzen Tagesablauf organisieren. Andere verfolgen den Verlauf der Regatta Sydney to Hobart, die seit 1945 jeweils am 26. Dezember startet. An diesem Tag beginnt auch der Boxing Day Sale in den Einkaufszentren, die ab diesem Tag ihre Waren in einem Saisonschlussverkauf um Rabatte reduziert anbieten.

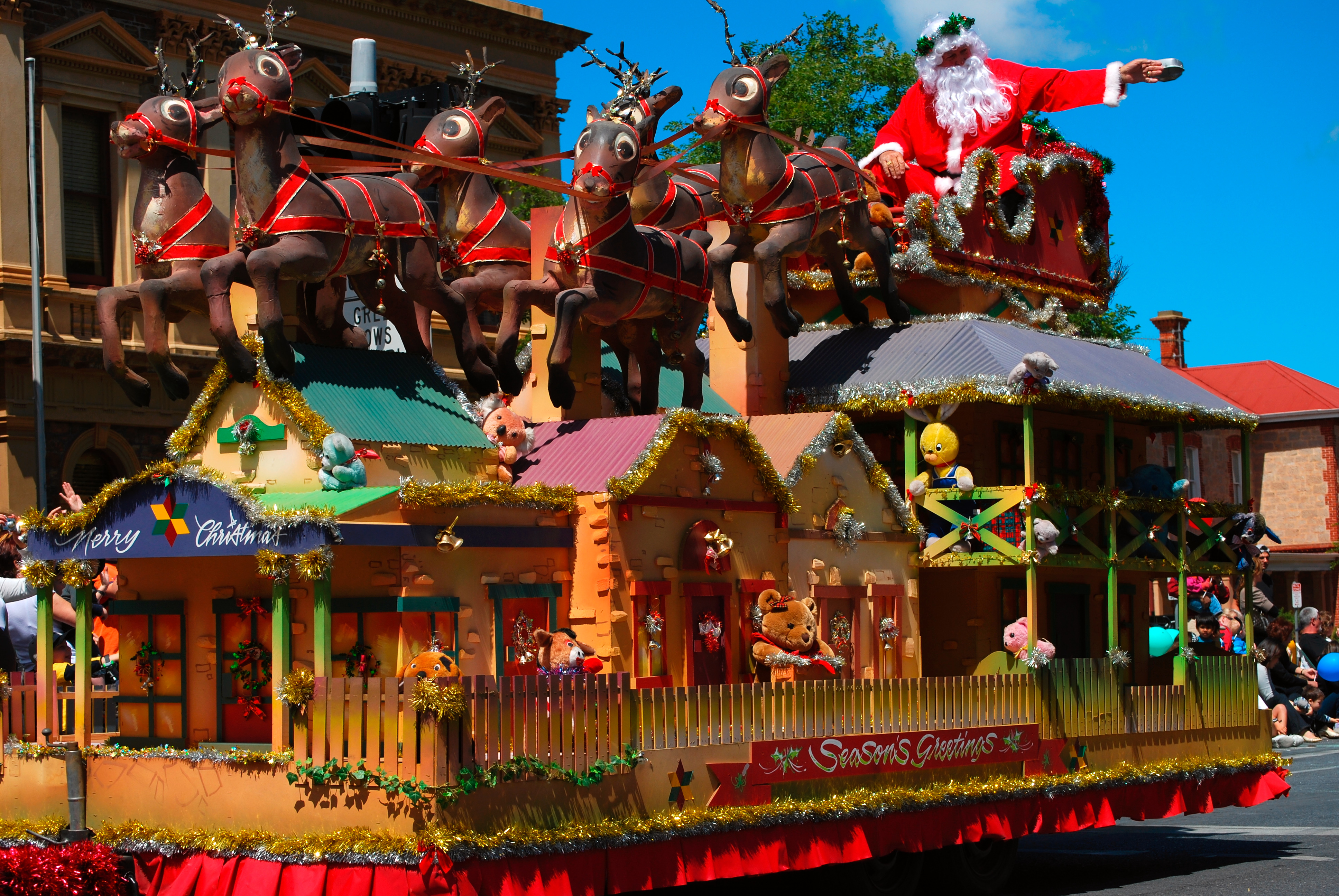
Weihnachtsparade in Australien
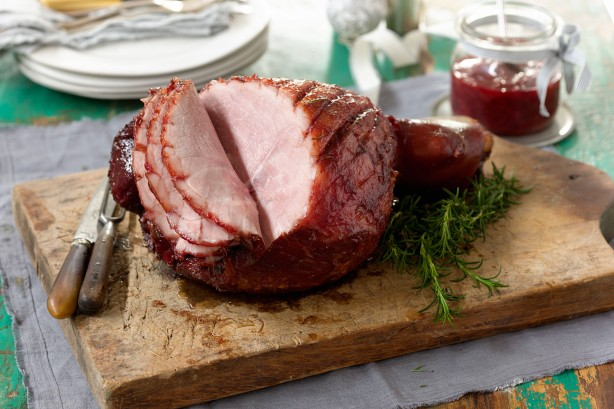
Christmas Ham
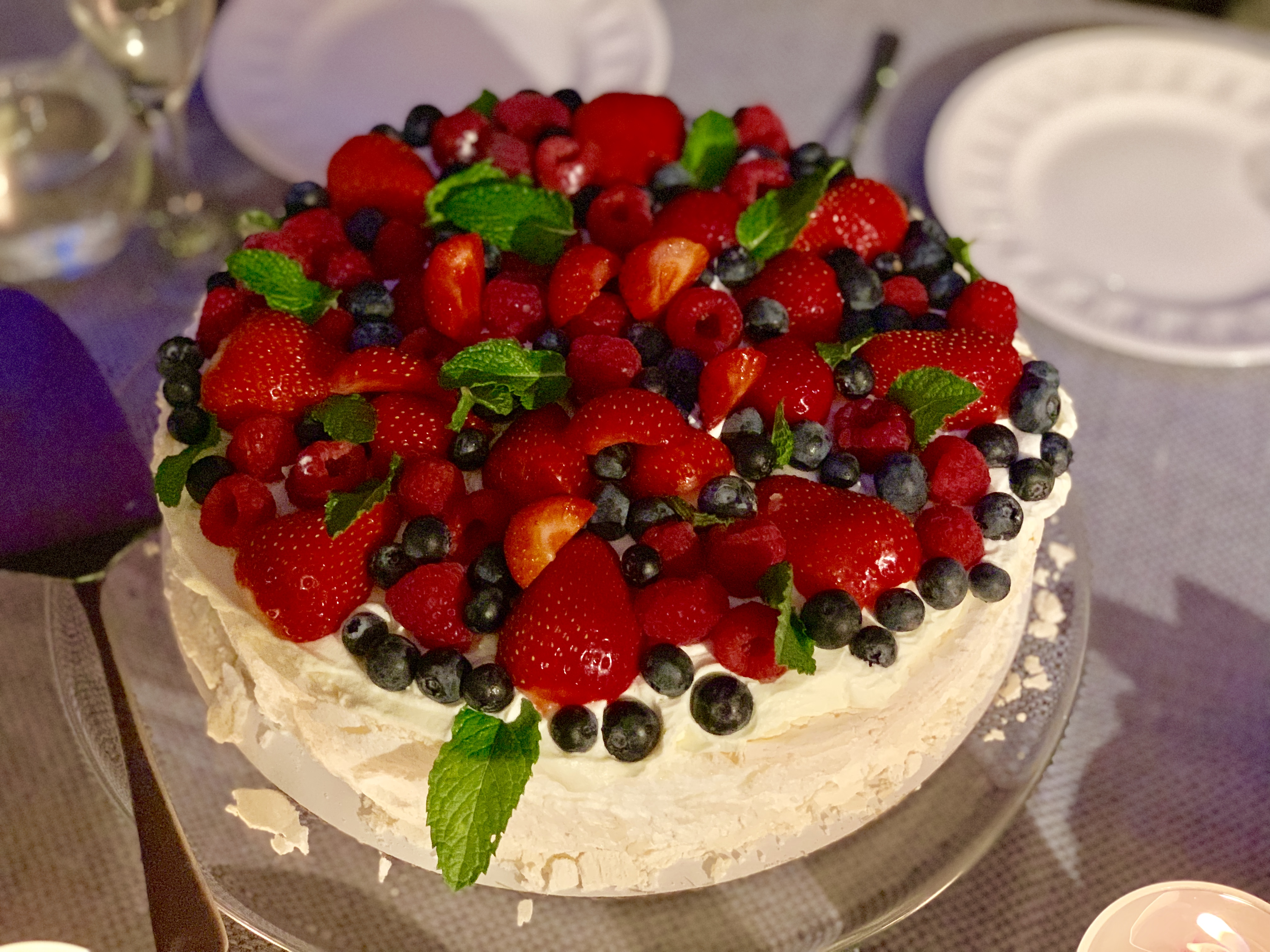
Pavlova
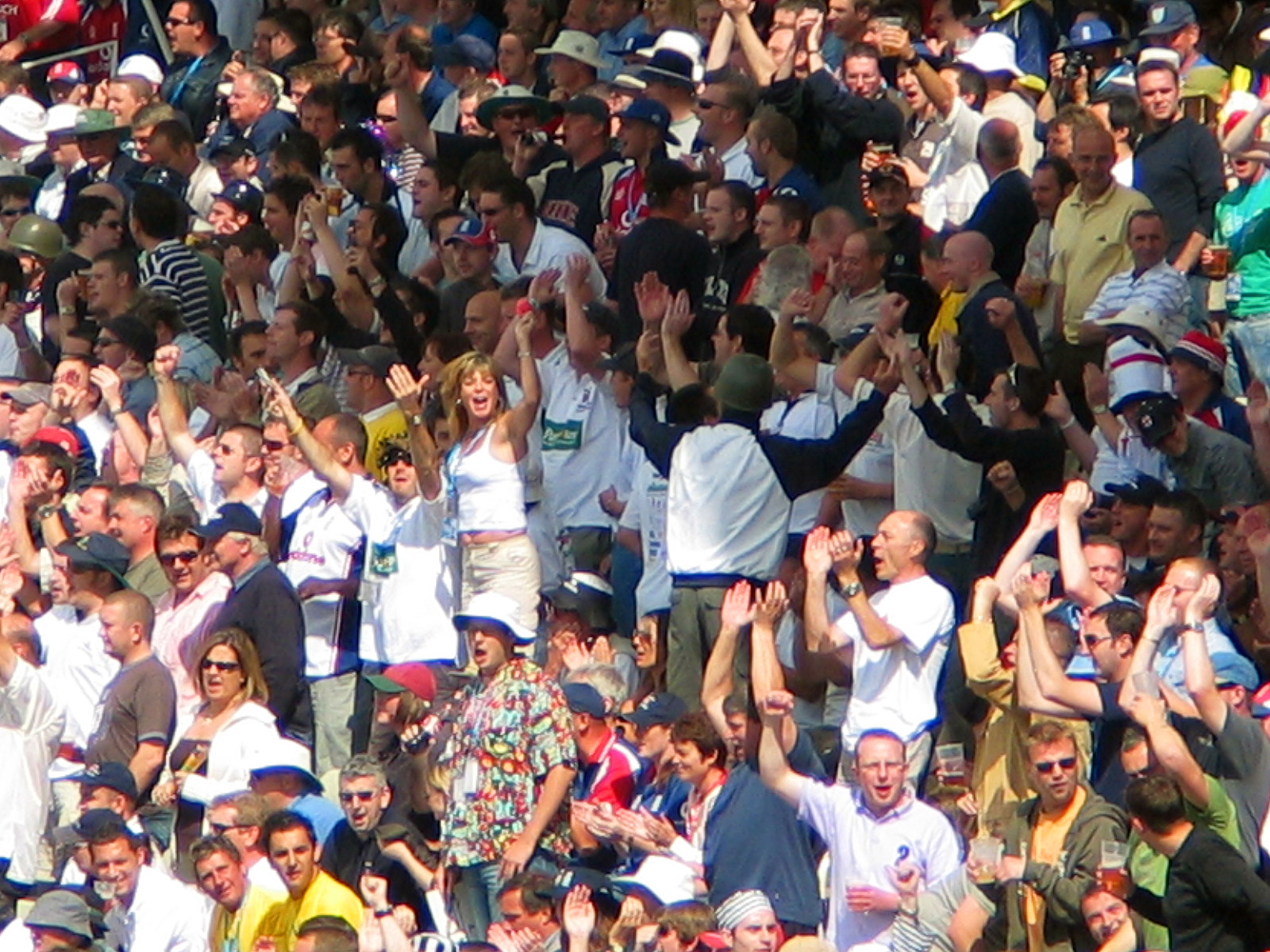
Publikum beim Cricket Australia v England, Melbourne, Boxing Day 2010
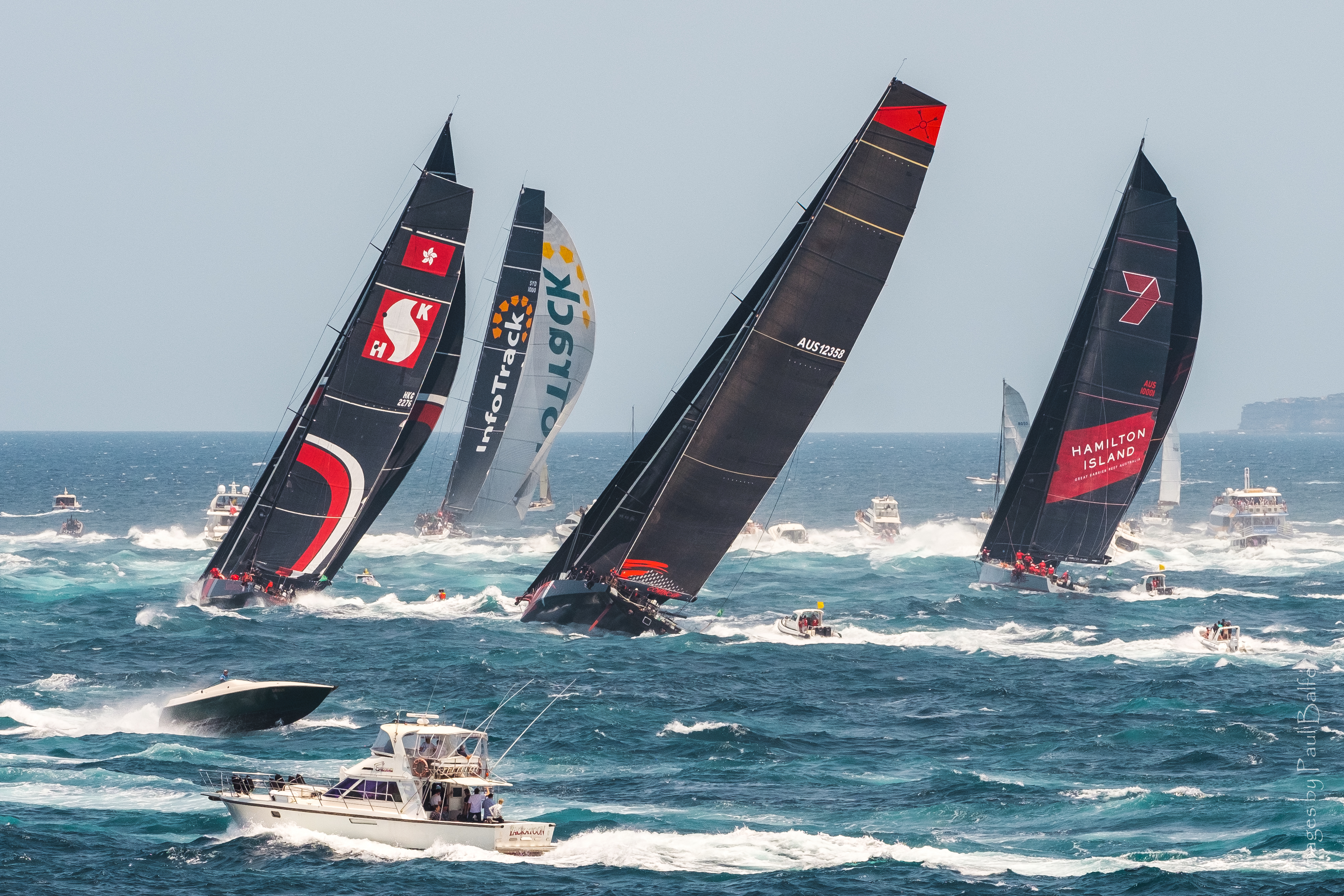
Teilnehmer der Hochseeregatta Sydney to Hobart, Boxing Day 2019

Viele Neuseeländer wünschen sich zu Weihnachten Meri Kirihimete anstelle des englischen Merry Christmas. Hangi ist bei ihnen die Bezeichnung für ein traditionelles Christmas roast dinner, das besonders gerne von den Māori in einer Bodengrube zubereitet wird, in der sie zum Beispiel Kürbis, Schweinefleisch, Huhn, Gemüse und Kartoffeln rösten oder räuchern. Nach dem Hangi versammeln sich viele um Lagerfeuer und singen Weihnachtslieder bis in die Nacht. Eine weitere Tradition in der neuseeländischen Weihnachtszeit ist das Barbecue, ein Event, bei dem Meeresfrüchte der Saison, verschiedene Sorten Fleisch und Gemüse auf einem Grill gegart werden. Familien und Freunde kommen zum Grillen und Essen in den Bereichen hinter ihren Häusern (backyards), an Stränden oder in Parks zusammen, wobei sie gerne zwanglos und entspannt eine Dose Bier oder ein Glas Wein genießen.